# Retable

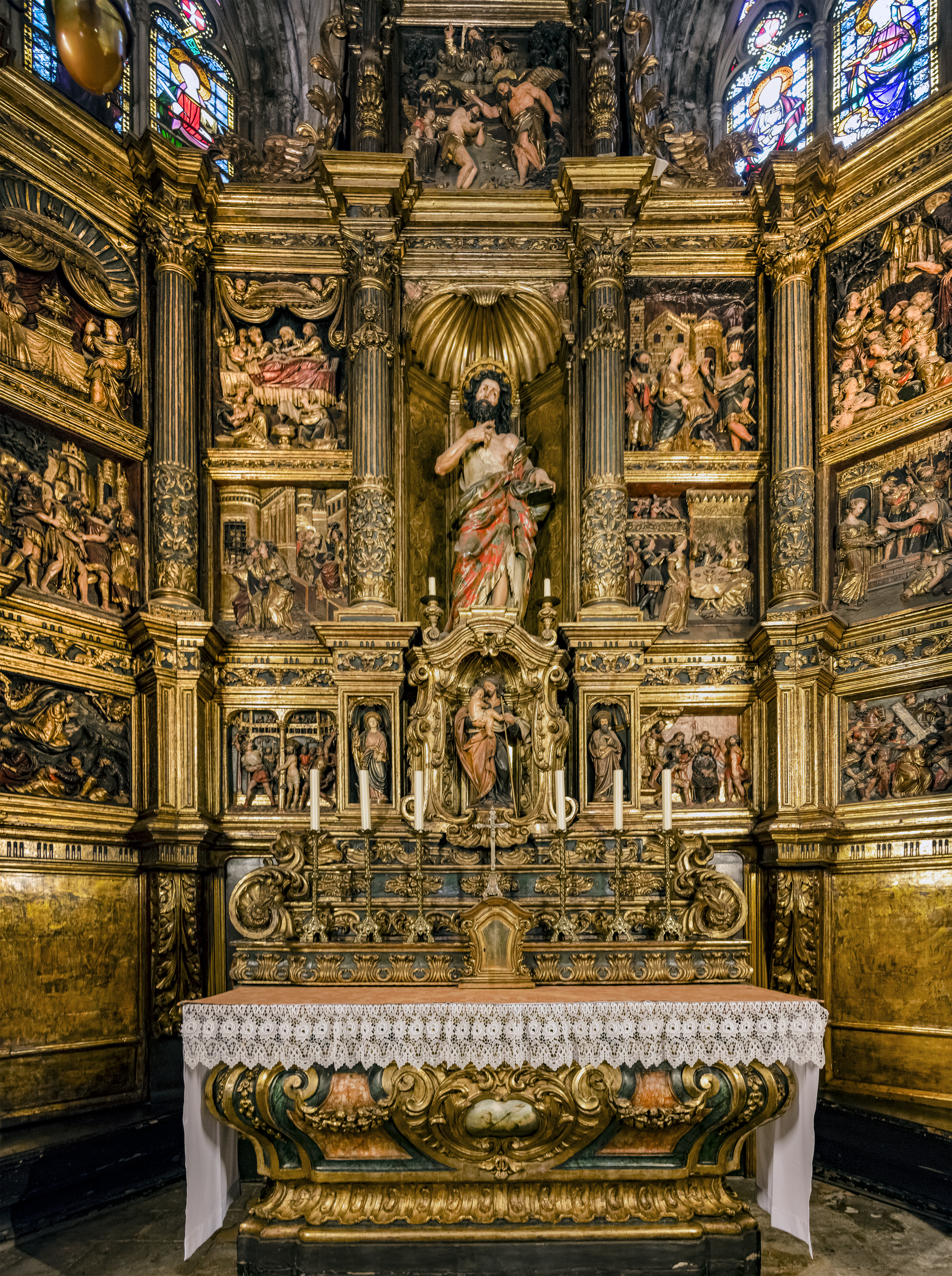
Retable de la cathédrale de Barcelone. 1577

Le retable (du latin retro tabula altaris, « en arrière d'autel ») est une construction verticale qui porte des décors sculptés, parfois peints, en arrière de la table d'autel d'un édifice religieux (église, chapelle). L'étymologie du mot français est la même que celle du mot espagnol retablo, alors que l'italien emploie les termes pala d'altare et dossale.
Orné de représentations historiées ou figurées, le retable peut être en différents matériaux (métal, ivoire, bois, émail, pierre) et ses décors sont souvent dorés. Il a l'avantage sur l'antependium de l'autel d'être largement visible. Il est fréquent qu'un retable se compose de plusieurs volets, deux pour un diptyque, trois pour un triptyque voire davantage pour un polyptyque.
Le retablier est un sculpteur ou un architecte qui réalise des retables. Il s'associe les compétences de nombreux artisans-artistes (sculpteurs, peintres, doreur, polychromeur, huchier) pour les réaliser.

## Historique

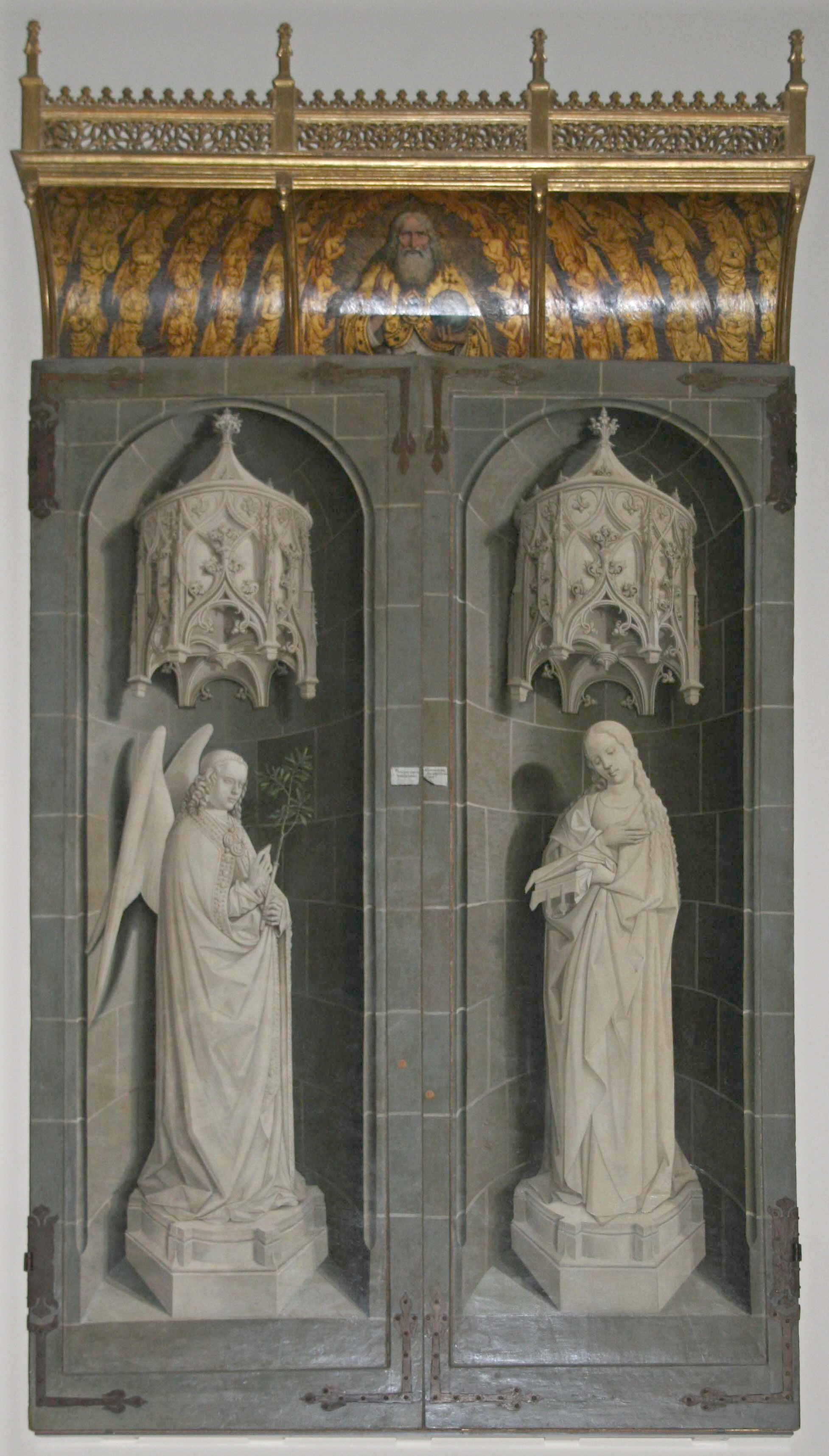
Revers en grisailles des volets du triptyque du buisson ardent fermé, cathédrale Saint-Sauveur d'Aix-en-Provence.

La table d’autel est le symbole du Christ, et dans la liturgie chrétienne primitive il est  interdit d’y poser quoi que ce soit. Puis vers la fin du IXe siècle, d'abord en France semble-t-il, est pris l'habitude de disposer de nombreux autels latéraux et d'y placer les reliques des saints, bientôt suivies par d’autres objets liturgiques. Cette pratique est confirmée par l’Admonitio synodalis, texte pontifical qui préconise de ne garder sur l’autel que les urnes des saints (capsae), l’évangéliaire et la pyxide. À l'origine, le retable est ainsi un simple rebord situé à l'arrière de l'autel où sont posés ces objets.
Situé au-dessus de l'autel, le retable est comme la concentration de tout l'ensemble figuratif qui décore l'église : le mystère de la messe et l'élévation, vénérée et attendue, de l'hostie se font devant sa surface peinte, point de convergence de tous les regards ; sa splendeur et sa taille souvent impressionnante constituent le support figuré de la cérémonie, à laquelle les saints représentés sont comme présents, témoins attentifs et bienveillants de la ferveur des fidèles.
À la fin du XIe siècle, le retable devient un véritable écran de pierre ou de bois sculpté, cette paroi surélevée et historiée n'étant plus seulement placée derrière les autels latéraux. Avec la réforme grégorienne et la nouvelle pratique du mystère de l’eucharistie, le maître-autel est en effet placé au fond de l'abside et le prêtre célèbre face à lui, dos aux fidèles. Peu à peu, les parois représentant les fêtes liturgiques que l'on place derrière se transforment en grands retables mobiles (posés lors de certaines cérémonies) ou fixes (pour les autels adossés à un mur). À partir du XIVe siècle, le développement de la peinture sur panneau propose diverses formules d'agencement, triptyques ou polyptyques, accompagnés ou non d'une prédelle et d'un couronnement. Ces tableaux d'autel servent à honorer essentiellement la vierge Marie, mais aussi les deux ordres principaux, franciscains et dominicains. L'un des premiers retables qui comporte cette  structure classique (couronnement, prédelle et tableau principal) est La Maestà peint par Duccio di Buoninsegna pour la cathédrale Santa Maria Assunta de Sienne au début du XIVe siècle.
Le revers des volets est alors fréquemment peint en grisaille, couleur apparentée aux périodes liturgiques de pénitence pendant lesquelles les retables restent fermés. Ce n’est que pendant certaines époques de l’année liturgique – les cycles des grandes fêtes religieuses et les jours de fête du patron d’une église ou de celui d’une guilde ou corporation qui possède un autel – que les retables restent ouverts ; l’éclat de l’or et de la polychromie contribuent à accentuer la signification de la commémoration ou de la fête liturgique.
Simple et peu élevé jusqu'au début du XVe siècle, le retable prend progressivement des dimensions considérables et devient le plus souvent fixe. L'âge d'or du retable est la Contre-Réforme : le tabernacle contenant les hosties consacrées est placé au milieu du maître-autel à la fin du XVIe siècle et le retable baroque qui peut se déployer jusqu'à la voûte supplante l'autel. Servant à mettre en valeur le Saint-Sacrement et le tabernacle, le retable témoigne alors de la théâtralisation du culte et du goût pour l'ostentation, le décor exubérant. Se met en place à cette époque la typologie qui s'est maintenue jusqu'au XIXe siècle : retables proprement architecturaux, retables-lambris, retables-tabernacles.
Au XVIIIe et XIXe siècles, beaucoup de retables disparaissent, faute de restauration, certains de leurs éléments étant réemployés. Les retables forment aujourd'hui souvent des ensembles hétérogènes, conséquence de leur histoire mouvementée : il n'est pas rare qu'ils soient déplacés ou que les statues originales aient disparu et soient remplacées par d'autres.

## Composition d’un retable

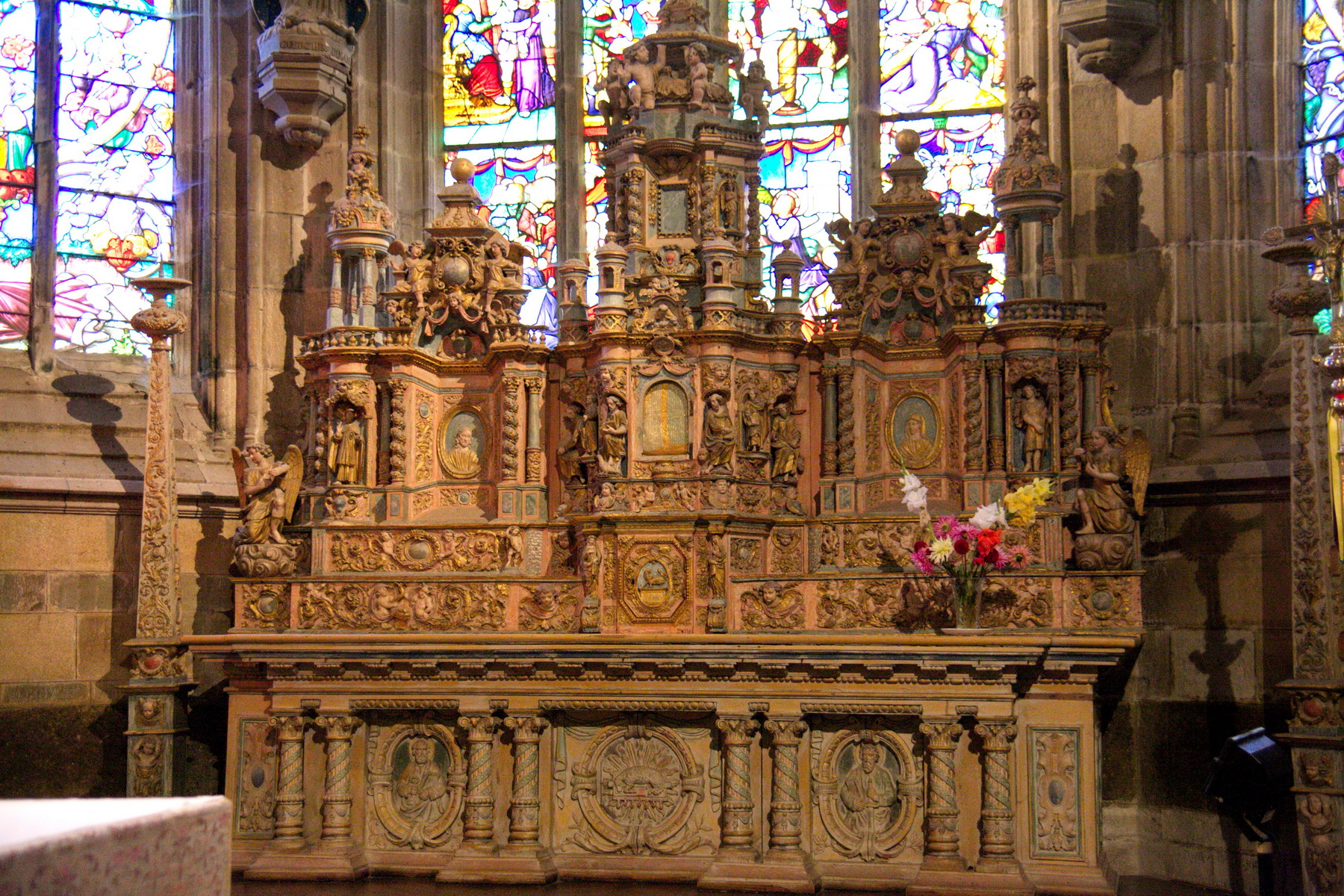
Retable à tourelles du maître-autel de l'église Saint-Germain de Pleyben : la prédelle est constituée de deux gradins, le centre de la huche est occupé par un tabernacle polygonal à trois étages, les ailes comportent le médaillon de la Vierge et du Christ et la corniche est couronnée de balustrades, clochetons, lanternons et frontons.

Le retable simple est composé de trois parties principales : la caisse ou huche qui détermine la forme de l'ensemble, les volets peints qui s'y adaptent, et la prédelle peinte ou sculptée, parfois munie de volets peints sur laquelle il repose. Les piliers de bois qui entourent ou séparent les panneaux sont appelés pilastres, ceux qui enserrent le retable sont les contreforts. Le retable est structuré en compartiments horizontaux (les registres) et verticaux (les travées). La plupart des retables s'inscrivent dans une tendance au compartimentage de la huche, le plus souvent tripartite (triptyque) L'encadrement architectural est souvent réalisé avec des colonnes ou des volutes et un entablement à l'antique (entablement droit ou cintré, parfois pourvu de décrochements, de ruptures de ligne, de ressauts). Le retable architecturé comporte un ou plusieurs corps (avec généralement un corps central unique ou tripartite).

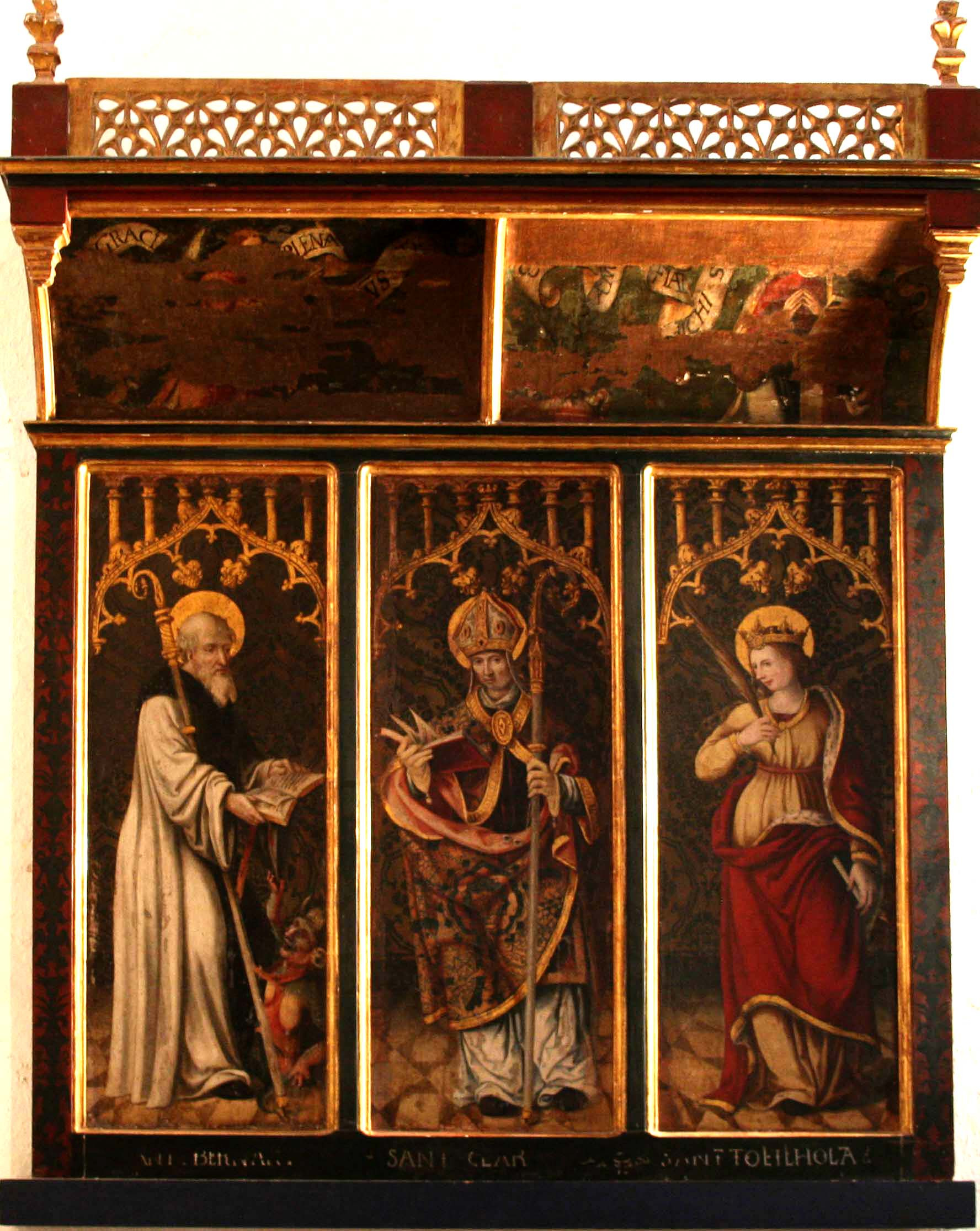
Retable tripartite avec superciel surmonté d'une petite galerie ajourée.

Le retable est souvent percé de niches abritant des bustes ou statues de saints. La plus importante est la niche d'exposition du tabernacle central. Le retable peut être paré d'un superciel, encorbellement qui protège la peinture et la sculpture de la poussière et d'éventuelles chutes de gravats. Les panneaux et piliers sont souvent ornés de guirlandes ou chutes de feuillage ou de fruits, d'arabesques, de volutes, de rinceaux, d'anges thuriféraires. Sa partie supérieure est surmontée le plus souvent par un entablement et un couronnement orné d'éléments décoratifs (fronton, console, tourelle, lanternon, clocheton, gâble, pinacle, pyramidion, pot à feu, gloire).

### Caisse ou huche
Depuis le XIVe siècle, l’intérieur de la huche et de la face correspondante des volets est partagé en compartiments verticaux comportant des reliefs sculptés qui sont couronnés par des décors architectoniques finement taillés. Le revers des volets ou portes est pourvu de panneaux peints. Jugeant que la manipulation des volets était trop lourde, leurs sculptures intérieures furent de plus en plus souvent remplacées par des peintures.
Les retables de commande de la fin de l’époque gothique sont pourvus d’une double paire de portes ; l’intérieur de la première est occupé par des reliefs sculptés, tandis que l’extérieur forme, avec l’intérieur des secondes portes, un polyptyque peint que l’on peut également fermer.
La caisse d’un retable est toujours de forme rectangulaire. Depuis la fin du XIIIe siècle, la travée centrale est surélevée. L’encadrement profilé de la huche évolue cependant vers l’accolade. Le contour des volets fermés épouse étroitement celui de la partie antérieure de la caisse.
La caisse peut être équipée d'éléments de protection : portes parfois confondues avec les volets fermants, courtines, gardes-poussières (moulures en plus forte saillie).

### Volets

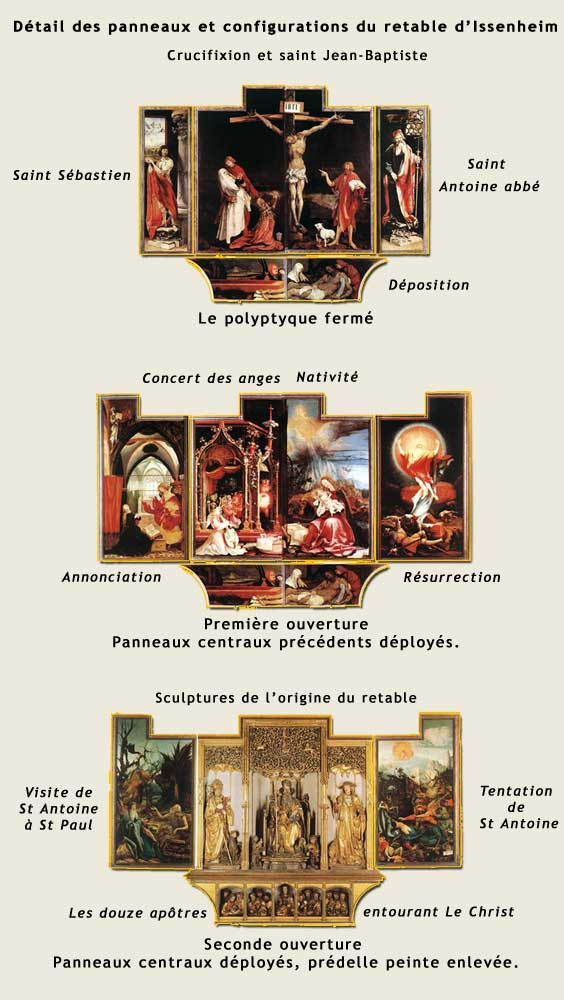
Retable d'Issenheim à quatre volets à double face, susceptible de deux ouvertures.

Les volets sont les panneaux latéraux du polyptyque reliés au panneau central ou aux autres volets. Ces volets peuvent être fixes (volets non fermants) ou mobiles (volets fermants articulés par des charnières) . Dans ce dernier cas, ils sont obligatoirement deux fois moins larges que la huche de manière à se refermer sur elle. Les volets ferment le retable en fonction du calendrier liturgique et offrent à la vue leur revers.
Lorsque disparaissent les retables à volets, au XVIe siècle, le terme de pala, au féminin, sert à désigner le tableau à panneau unique, et qui peut ou non présenter plusieurs compositions dont une majeure.

### Prédelle
La prédelle est la partie inférieure du retable, développée horizontalement, qui sert de support aux panneaux principaux. Cette frise qui constitue une sorte de gradin intermédiaire posé sur la table d'autel, est peinte ou sculptée. Elle peut être composée d'une seule planche en longueur, ou de plusieurs panneaux (le plus souvent trois) correspondant au découpage de la composition ou du récit iconographique qui illustre sous forme narrative ou allégorique des épisodes bibliques. La prédelle servait parfois de socle au retable, ce qui permettait de fermer ses volets sans ôter les objets posés sur l’autel. Ce gradin isole également les panneaux principaux supérieurs des risques présentés par les flammes des cierges sur la table d'autel. 

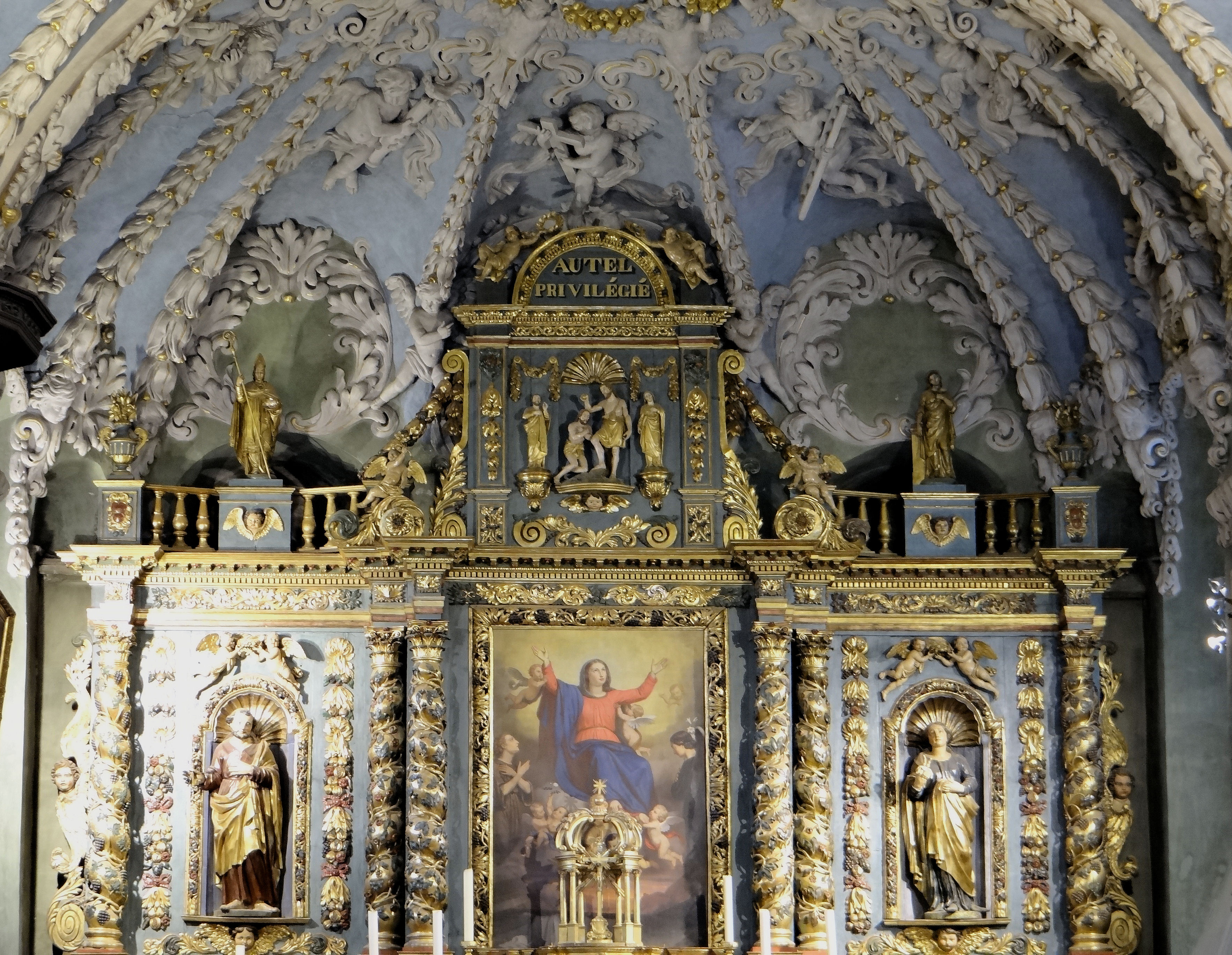
Retable en forme de triptyque. La caisse est ornée d'un tableau peint, les volets latéraux bordés de rinceaux abritent des statues de saints dans des niches à coquilles.
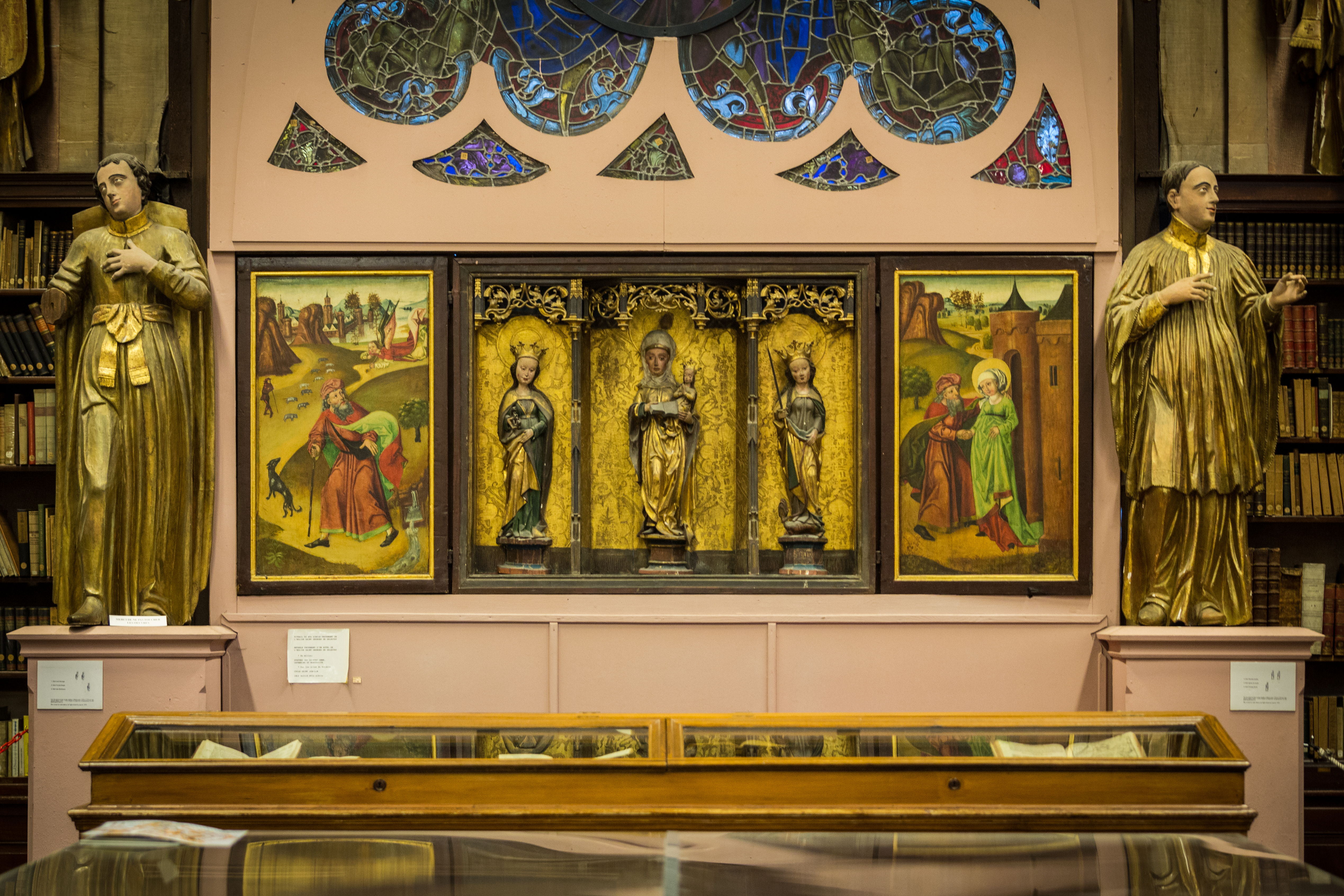
Retable avec la caisse centrale à décor sculpté et deux volets à décor peint. La huche est divisée en trois champs par des colonnettes à pinacles, reliées par des gâbles à rinceaux ajourés.
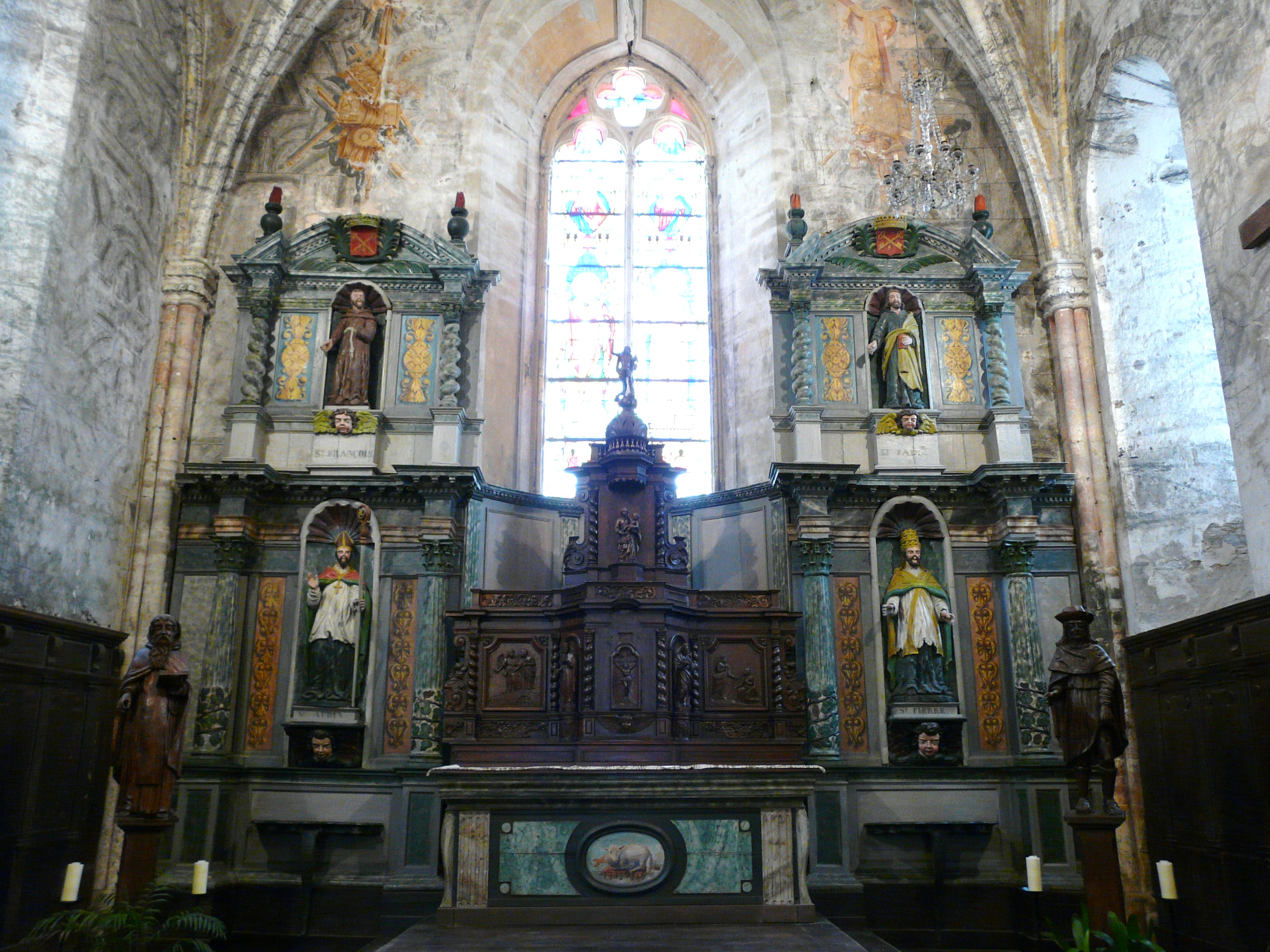
Retable architecturé constitué de deux corps latéraux à double étage[15] et d'un corps central en bois composé du tabernacle, de volets flanqués d'ailerons en volute et couronné d'un dais d'exposition. Jumilhac le grand (24), église Saint-Pierre-ès-Liens.

## Fabrication

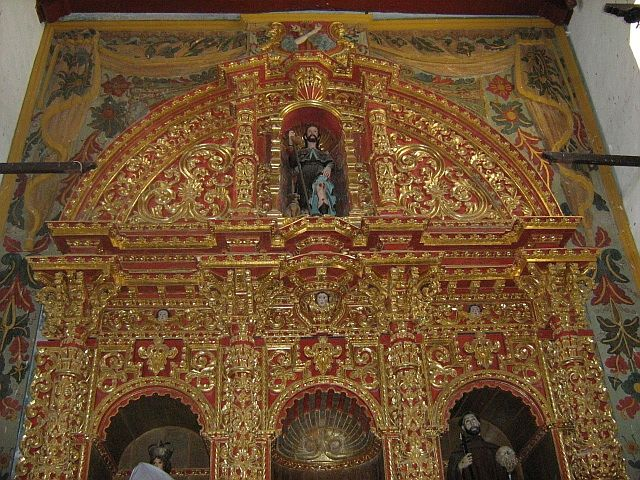
Retable de l'église de san Francisquito, Campeche.

Au XVe siècle l’exécution d’un retable était une entreprise qui engageait diverses personnes. En premier lieu, le huchier  qui confectionne la caisse et l’ébéniste qui réalise la menuiserie décorative ; ensuite, l’imagier taille les reliefs d’après un modèle livré par un peintre ; suivent le polychromeur et le doreur qui étoffe le tout ; ils sont payés davantage que le sculpteur ou le peintre parce qu’ils travaillent la coûteuse feuille d’or ; finalement le peintre livre les panneaux peints des volets.
Au début du XVIIe siècle, naît un nouvel élément de décor intérieur d'église : le retable de tuffeau et de marbre qui fera la renommée des architectes lavallois dans tout l'Ouest de la France.

## Retables célèbres

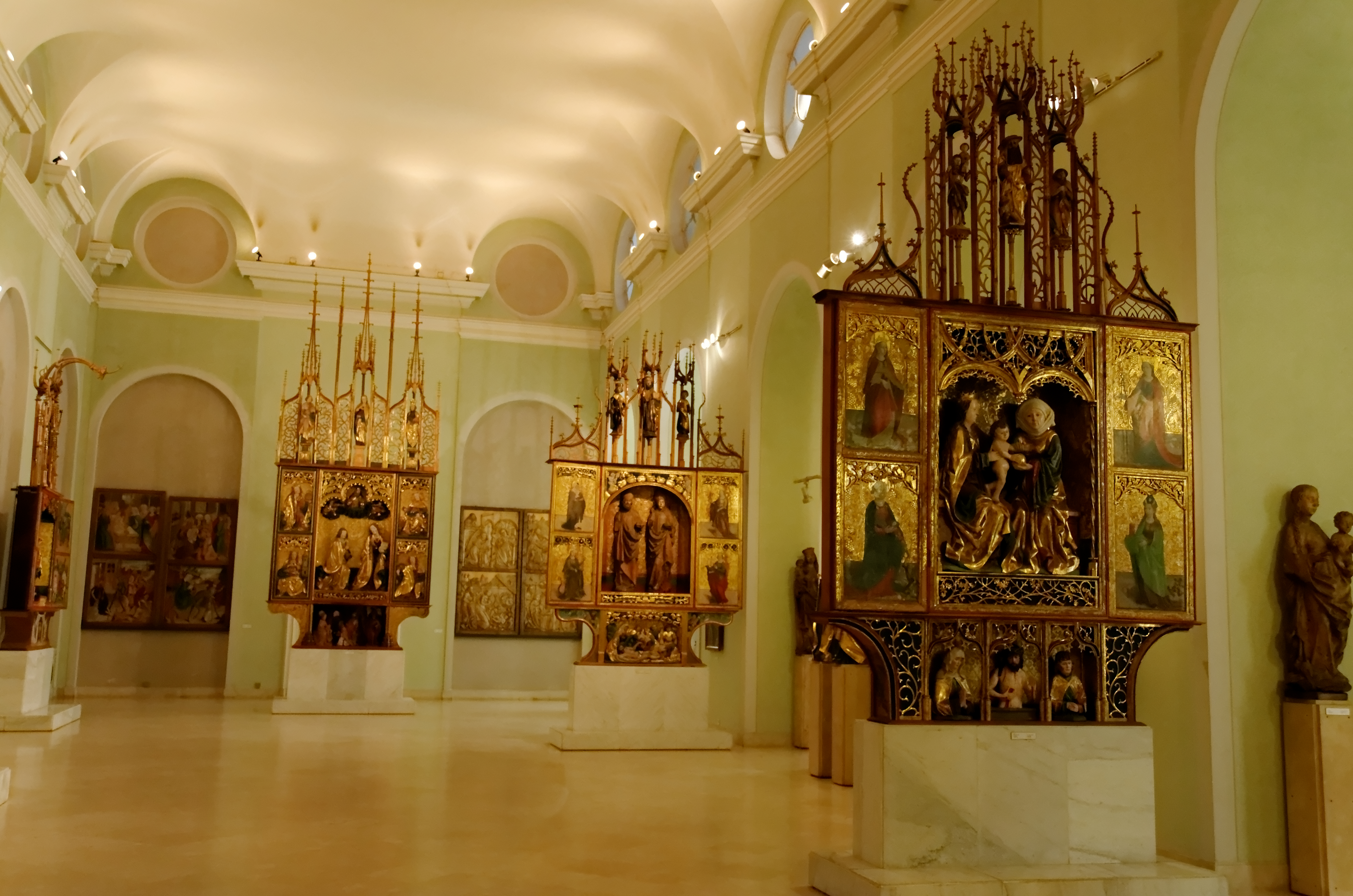
Retables exposés à la Galerie nationale hongroise (Budapest).

- Gand : retable de l'Agneau Mystique des frères Van Eyck.
- Colmar : retable d'Issenheim de Matthias Grünewald et Nicolas de Haguenau, exposé au musée Unterlinden (ancien couvent des Dominicains).
- Vérone : retable de San Zeno Maestà della Vergine d'Andrea Mantegna, placé sur le maître-autel de la basilique San Zeno.
- Cracovie : retable de Veit Stoss de la basilique Sainte-Marie de Cracovie.
- Beaune : polyptyque du Jugement Dernier du peintre flamand Rogier van der Weyden, aux Hospices de Beaune (Bourgogne).
- Dortmund : « Le miracle doré de Dortmund » (1521), retable anversois de Jan Gilliz Wrage, peintures d'Adriaen van Overbeck[16].
- Liège : retable de la Passion et de la Vie de saint Denis de Paris à la collégiale Saint-Denis de Liège.
- Séville : retable majeur de la cathédrale.
- Venise : La Pala d'oro de la basilique Saint-Marc.

## Retables en France classés par département

### Aube

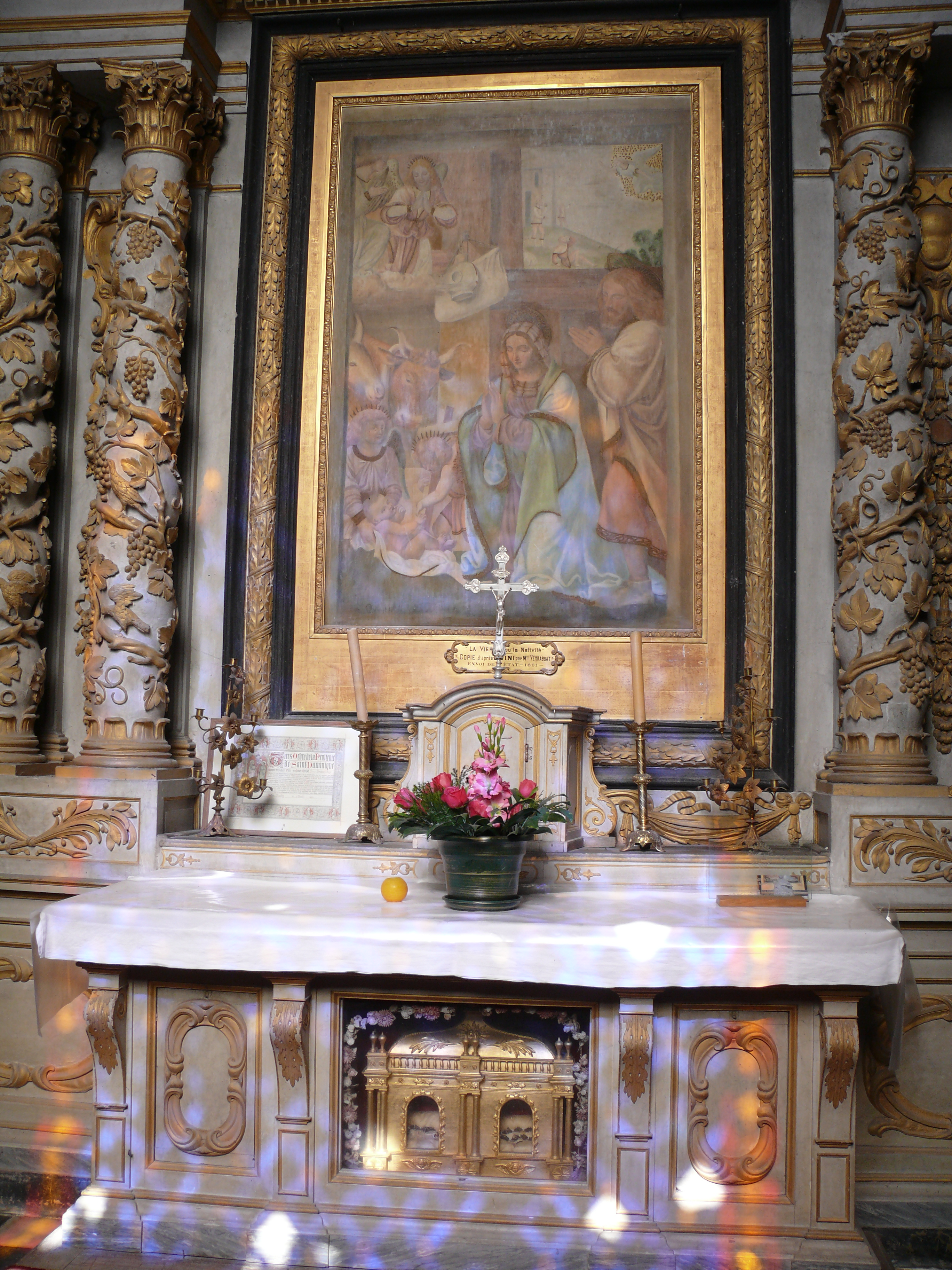
Retable de Pont-sur-Seine, bordé de colonnes torses garnies de pampres, le soubassement de l'autel contenant un reliquaire.

- Retable de la chapelle de l'Assomption de l'église de Pont-sur-Seine

### Bouches du Rhône
- Retable du maître-autel - la lignée de Sainte-Anne ou passage de l'Ancien au Nouveau Testament (1523) - église Notre-Dame de Nazareth (Saint-Nicolas) à Marignane - Louise de Savoie donateur
- Retable du buisson ardent, cathédrale Saint-Sauveur d'Aix-en-Provence

### Côtes-d'Armor
- Retable latéral de l’église Notre-Dame de Bulat à Bulat-Pestivien
- Retable du maître-autel et retable du rosaire de l'église paroissiale de Cavan (XVIIe siècle)
- Trois retables de la chapelle Notre-Dame-du-Tertre et retable du maître-autel de l'église Saint-Magloire à Châtelaudren (XVIIe et XVIIIe siècles)
- Retables de la basilique Saint-Sauveur à Dinan (XVIIIe et XIXe)
- Deux retables de l'église de La Ferrière (XVIIe)
- Retable de l'église de Gommenec'h
- Retable du maître-autel et retable sud du Saint-Esprit et des fidèles trépassés de l'église Saint-Jean, retable du maître-autel et retable sud de l'église Saint-Martin à Lamballe (XVIIe et XVIIIe)
- Retable du maître-autel et deux retables latéraux de l'église de Laniscat (école lavalloise - XVIIe siècle)
- Retable du maître-autel et deux retables latéraux de l'église Saint-Loup de Lanloup
- Retable du rosaire et un autre retable latéral de l'église Saint-jean du Baly (XVIIIe) et retables de l'église de Brélévenez de Lannion (école lavalloise - XVIIe)
- Retable de la chapelle Notre-Dame du Guiaudet de Lanrivain
- Retable du maître-autel et retable latéral de l'église paroissiale de Lantic (XVIIe et XVIIIe)
- Retable du maître-autel de l'église Saint-Nicolas de Loudéac (XVIIIe)
- Retable de l'église de Louannec (XVIIe siècle)
- Retable du maître-autel, retable-lambris latéral à sainte Anne et retable latéral de saint Mathurin de l'église Saint-Mathurin de Moncontour-de-Bretagne
- Retable du maître-autel et deux retables latéraux de l'église paroissiale de La Motte (XVIIIe siècle)
- Retable du maître-autel et deux retables latéraux de la chapelle Saint-Suzanne de Mûr-de-Bretagne
- Retable à pavillons du maître-autel de l'église Saint-Jacques-et-Saint-Guirec et retable de la chapelle Notre-Dame-de-la-Clarté de Perros-Guirec
- Retable du maître-autel et deux retables latéraux de la chapelle du Saint-Esprit de Plédéliac (XVIIIe siècle)
- Retable de la chapelle Saint-Lubin de Plémet (XVIIIe siècle)
- Retable du rosaire de l'église paroissiale de Ploubezre (XVIIe siècle)
- Retable du maître-autel et deux retables latéraux de l'église paroissiale de Plouër-sur-Rance
- Retable de la chapelle de Kermaria an Iskuit de Plouha
- Retable de la chapelle Notre-Dame du Yaudet de Ploulec'h (XVIIe siècle)
- Retable du maître-autel de l'église Saint-Sylvestre de Plouzélambre
- Retable du maître-autel et deux retables latéraux de l'église de Prat (XVIIIe siècle)
- Retable du maître-autel et deux retables latéraux de l'église Sainte-Catherine de La Roche-Derrien (XVIIe siècle)
- Retables de la collégiale Notre-Dame-du-Roncier de Rostrenen (XVIIIe siècle)
- Retable du maître-autel et deux retables latéraux de l'église Notre-Dame de Runan (XVIIIe siècle)
- Retable de la chapelle de l'Annonciation de la cathédrale Saint-Étienne de Saint-Brieuc (XVIIIe siècle)
- Retable du maître-autel et deux retables latéraux de l'église paroissiale de Saint-Caradec (XVIIIe siècle)
- Retable du maître-autel de l'église de Saint-Gilles-les-Bois
- Retable du maître-autel et trois retables latéraux de l'église de Saint-Juvat
- Retable de l'église de Saint-Maden
- Retable du maître-autel et deux retables latéraux de l'église de Saint-Martin-des-Prés (XVIIe siècle)
- Retable-lambris de l'église Saint-Méloir de Saint-Méloir-des-Bois (XVIIIe siècle)
- Retable du maître-autel de la chapelle Sainte-Anne-du-Port de Saint-Quay-Portrieux (XVIIIe siècle)
- Retable du maître-autel et deux retables latéraux de l'église paroissiale de Saint-Samson-sur-Rance
- Retable du maître-autel et deux retables latéraux dont un du rosaire de l'église paroissiale de Squiffiec
- Retable du maître-autel et deux retables latéraux de l'église de Tréveneuc
- Deux retables latéraux de l'église paroissiale et retable de la chapelle de Bonne-Nouvelle d'Uzel (XVIIIe)[17]

### Finistère
- Bretagne (Ergué-Gabéric, 29) : chapelle Notre-Dame de Kerdévot, retable anversois.

### Ille-et-Vilaine

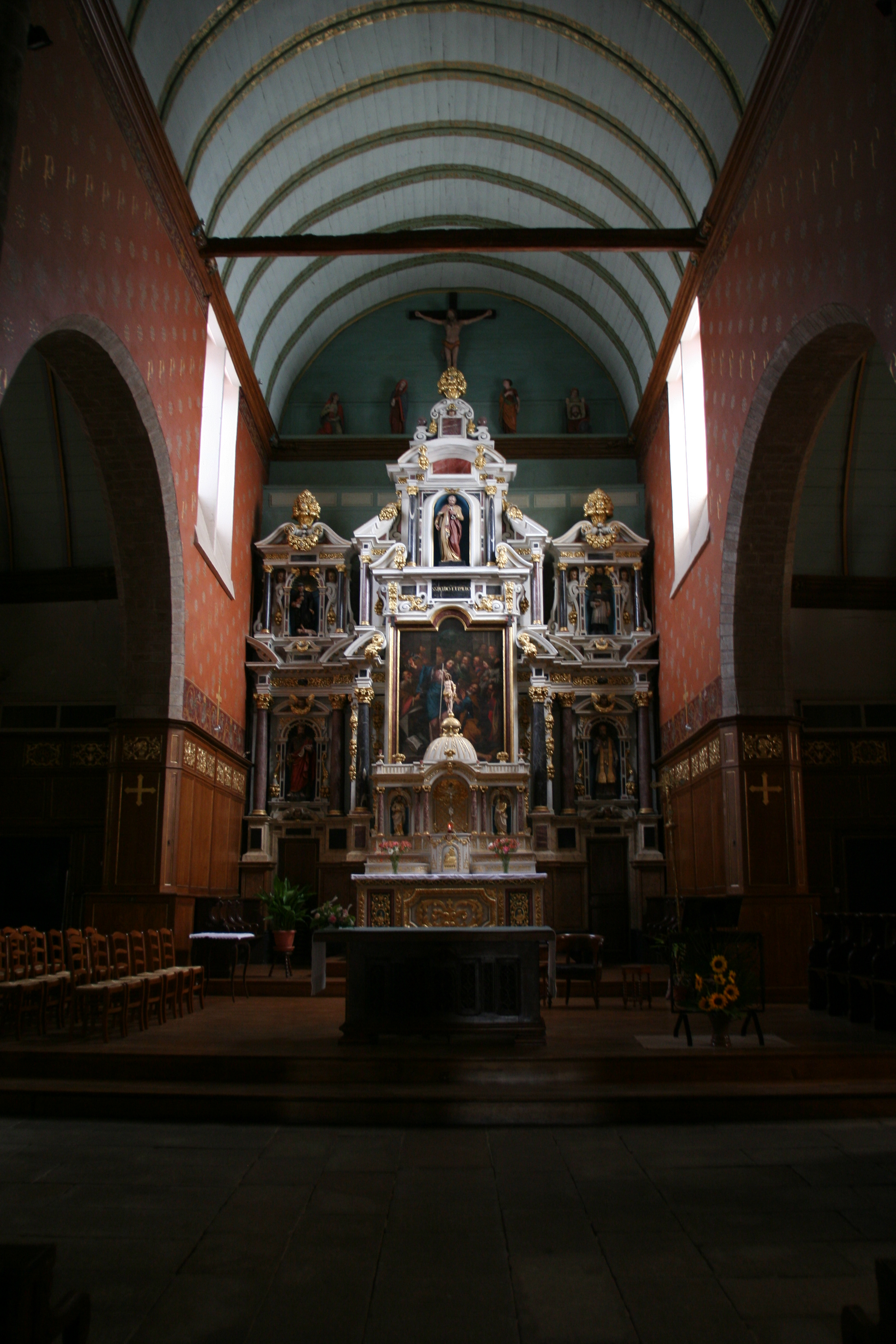
Le retable du maître-autel de l'église Saint-Pierre de Piré-sur-Seiche, représentatif de l'école lavalloise.

L'Ille-et-Vilaine conserve de nombreux retables de l'école lavalloise, essentiellement situés dans la zone toilière couvrant la région vitréenne et le sud du pays fougerais. D'autres styles de retables sont également présents (Louis XIII, Louis XV, Louis XVI, baroque).
- Retable du maître-autel de l'église Saint-Martin d'Acigné
- Retable du maître-autel et retable latéral de l'église paroissiale d'Amanlis
- Retable-tabernacle au-dessus du maître-autel de l'église Saint-André à  Antrain œuvre de Le Bezot menuisier d'Antrain en 1753 (XVIIIe)
- Retable du maître-autel et deux petits retables de l'entrée du cœur (1704) de l'église Notre-dame d'Arbrissel (XVIIe siècle), œuvre de l'angevin Barauderie
- Retable du maître-autel et deux retables latéraux de l'église Saint-Pierre d'Availles-sur-Seiche, œuvres de Tugal Caris
- Retable du maître-autel de l'église Saint-Marse (ou Mars) de Bais (1678)
- Retable du maître-autel (XVIIe) de l'église Saint-Médard de Billé, œuvre de Jean Martinet et deux retables latéraux (1764 et 1766) œuvres de Thory, menuisier de Fougères.
- Retable du maître-autel œuvre  du Lavallois Jean-François Huguet établi à Rennes en 1686 et deux retables latéraux de l'église de Boistrudan
- Retable du maître-autel et deux retables latéraux en marbre, tuffeau et bois de l'église Notre-Dame de Brie, œuvres de Pierre Corbineau en 1638 et Gilles Corbineau son fils en 1653
- Retable de la collégiale Sainte-Madeleine de Champeaux (XVIIe siècle) et son baldaquin du (XVIe siècle)
- Retable du maître-autel, œuvre de Jean et Michel Langlois et deux retables des croisillons Nord (1647), et Sud (1658), œuvre des Angevins Jean Simonneau et Pierre Robin de l'église de Coësmes
- Retable du maître-autel d'influence lavalloise et retable du rosaire de l'église Saint-Mélaine de Cornillé (XVIIe siècle)
- Retable du maître-autel, œuvre de pierre Corbineau en 1937 et deux retables latéraux (1682) de l'église  de Domalain
- Retable du maître-autel, œuvre de jean Langlois en 1657 et deux petits retables latéraux, œuvres de François Langlois en 1699 de l'église Saint-Pierre de Dompierre-du-Chemin
- Retable du maître-autel, œuvre de Michel Langlois et deux petits retables latéraux, celui de gauche étant une œuvre de Pierre Corbineau entre 1637 et 1640 de l'église de Drouges
- Ensemble de retable et boiseries parmi les plus beaux de Bretagne, œuvres du sculpteur de Fougères La Fontaine et Antoine Violard retable du maître-autelet  œuvres de La Fontaine et Thory et deux petits retables latéraux, œuvre du Lavallois Thomas Thory entre 1760 et 1762. Retables de pierre de la chapelle Notre-Dame et de la chapelle de la confrérie des tanneurs de l'église Saint-Sulpice de Fougères (XVIIIe)
- Retable du maître-autel et quatre retables latéraux de l'église Saint-Sulpice de Gennes-sur-Seiche, œuvres de François II Houdault en 1676
- Retable du maître-autel de l'église Saint-Martin de Javené
- Retable latéraux de l'église Saint-lézin de La Chapelle-Janson (XVIIIe)
- Retable du maître-autel, œuvre de François II Houdault en 1667 et deux retables latéraux 1771-1775 de l'église de La Gouesnière
- Trois retables lavallois, œuvre de François Langlois (1686-87) de l'église Saint-Jean-Baptiste de La Selle-en-Luitré
- Retable du maître-autel et deux retables latéraux de l'église des Iffs (XVIIIe)
- Retable tabernacle, doré en 1699-1700 par le sculpteur Pierre Aubrée et deux retables latéraux œuvre de Jean et Michel Langlois pour le retable nord en 1653 et François Langlois en 1671 pour le retable de Notre-Dame-de-Pitié de l'église Saint-jean-Baptiste de Louvigné-de-Bais. Retable monumental de la chapelle de Saint-Job de Louvigné-de-Bais en 1671
- Retable du maître-autel (XVIIe) et deux retables latéraux dont un du Rosaire de l'église de Mont-Dol
- Ensemble de retables de style Louis XVI de l'église Montgermont
- Retable du maître-autel et deux retables latéraux de l'église Saint-Martin de Moulins, œuvres de Jean et Michel Langlois
- Retable du maître-autel et deux retables latéraux de style Louis XIII de l'église Saint-Martin de Moutiers
- Retable du maître-autel de l'église Saint-Martin de Noyal-sur-Seiche, œuvre lavalloise qui paraît être de François Langlois
- Retable du maître-autel et deux retables latéraux de l'ancienne église abbatiale de Paimpont (XVIIe siècle)
- Retable du maître-autel, œuvre de Pierre Corbineau et du sculpteur du Mans Pierre Biardeau  en 1632 et deux retables latéraux de Saint-Jean et du Rosaire  en 1637 par Pierre Corbineau de l'église Saint-Pierre de Piré-sur-Seiche. Retable de la chapelle du cimetière de Piré-sur-Seiche, œuvre probable de François II Houdault en 1684
- Retable du maître-autel et deux retables identiques du chœur (1642) et deux autres retables dont un du Rosaire (1652) de l'église Saint-Crépin et Saint-Crépinien de Rannée
- Grand retable de pierre et marbre de l'ancienne abbatiale Saint-Sauveur de Redon (1634-1636) œuvre lavalloise de Tugal Caris, l'une des plus belles de Bretagne et deux retables latéraux de Tugal Caris vraisemblablement
- Retable du maître-autel  œuvre du frère Charles Turnel 1653-1658 et deux retables latéraux œuvre de François II Houdault 1672-1674 de l'église Toussaints de Rennes,
- Retable flamand (XVe) de la cathédrale Saint-Pierre de Rennes
- Retable du maître-autel et deux retables latéraux de l'église de Saint-Léger-des-Prés
- Retable du maître-autel (1642) de style baroque campagnard de l'église de Saint-Melaine
- Retable du maître-autel (1674), œuvre de René Soudier et deux retables latéraux  (XVIIe siècle) de l'église de Saint-Pern
- Retable-tabernacle de style Louis XV de l'église de Saint-Sauveur-des-Landes
- Retable du maître-autel (1664)  œuvre des Angevins  Jean Simonneau et Pierre Robin et deux retables latéraux de l'église de Sainte-Colombe
- Grand retable en pierre blanche et marbre (1652), œuvre de Pierre Corbineau et deux retables latéraux (XVIIe) de l'église de Torcé
- Retable-tabernacle de l'église Saint-Martin de Tremblay (XVIIIe)
- Retable du maître-autel œuvre du Lavallois François II Houdault et deux retables latéraux (XVIIe) de l'église paroissiale de Vergéal
- Grand retable du chevet et deux autres retables dont un du Rosaire de l'église Saint-Pierre de Visseiche
- Cinq retable latéraux (XVIIe) de l'ancienne collégiale Notre-Dame de Vitré, œuvres lavalloises
- Retable-lambris de la chapelle du château des Rochers habité un temps par la marquise de Sévigné.

(XVIIIe siècle)

### Jura

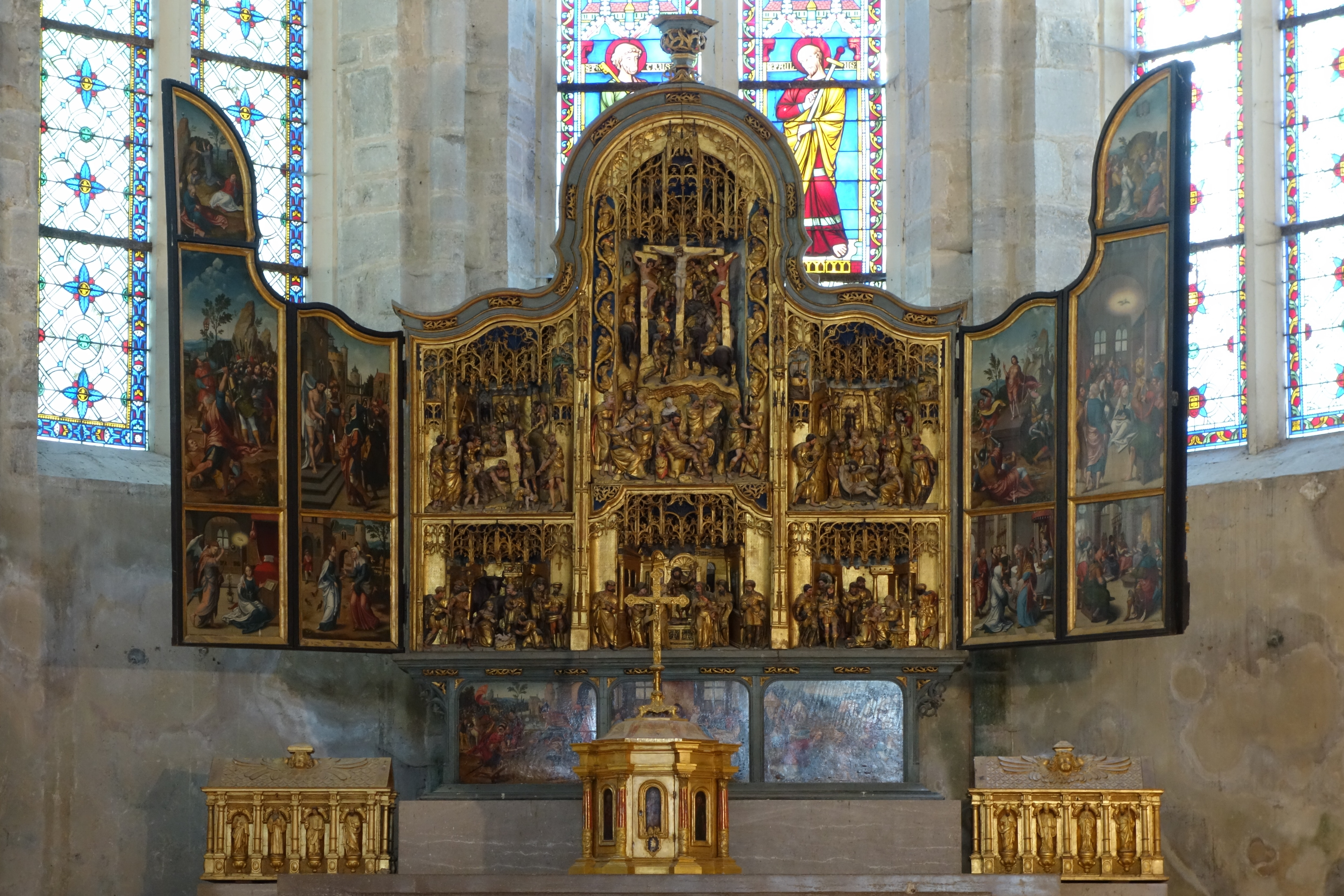
Retable de Baume-les-Messieurs.

- Retable de Baume-les-Messieurs de l’église abbatiale, œuvre anversoise du XVIe siècle[18].
- Retable de l'église de Champagnole par Pierre-Étienne Monnot, XVIIe siècle [19].

### Maine-et-Loire
Une école de retable angevin a pris le relais de l'école des retables lavallois à la fin du XVIIe siècle. Le conseil général en a publié un inventaire en 2005. Sont cités :
- Angers, chapelle de la Barre (1659) Pierre Biardeau
- Angers, chapelle du couvent des Ursulines (1651) dans le style de Pierre Corbineau de l'école de Retable lavallois
- Antoigné, église Saint-Martin (1757), seul le doreur est connu François Corbelet
- Bessé, église Saint-Gervais-Saint-Protais
- Bocé, église Saint-Martin-de-Vertou (1668)
- La Chapelle-Rousselin, église Saint-Jacques (4e quart XVIIIe siècle  Denis Gledu
- La Chapelle-sur-Oudon, église Saint-Martin (1768-1781) Sébastien-Johann Leysner
- Le Coudray-Macouard, église Saint-Aubin
- Fontevraud, initialement dans l'abbaye actuellement dans l'église Saint-Michel (1621) Gervais Delabarre
- Fougeré, église Saint-Étienne (1642)
- Jarzé, chapelle Montplacé
- Pontigné, église Saint-Denis (1708)
- Pouancé, église Saint-Aubin (1re moitié XVIIIe siècle)
- Saint-Philbert-en-Mauges, église Saint-Philbert
- Saumur, église Notre-Dame-des-Ardilliers (1665-1673) Pierre Biardeau puis Antoine Charpentier
- Sorges, église Saint-Maurice 3e quart XVIIIe siècle
- Thorigné-d'Anjou, église Saint-Martin (1769)
- Vern-d'Anjou, chapelle privée (1770)

### Mayenne
Quatre retables Renaissance (XVe siècle) sont répertoriés en Mayenne, le plus ancien en calcaire peint (1401) représentant une scène de crucifixion dans l'église Notre-Dame de Saulges, une autre crucifixion monolithe peinte à l'église de Saint-Berthevin-la-Tannière et deux retables à dais, un sculpté dans le calcaire à l'église Saint-Sixte de La Chapelle-Rainsouin, un en bois peint exposé au musée du château de Mayenne limite XVe siècle début XVIe siècle.

Retables Renaissance
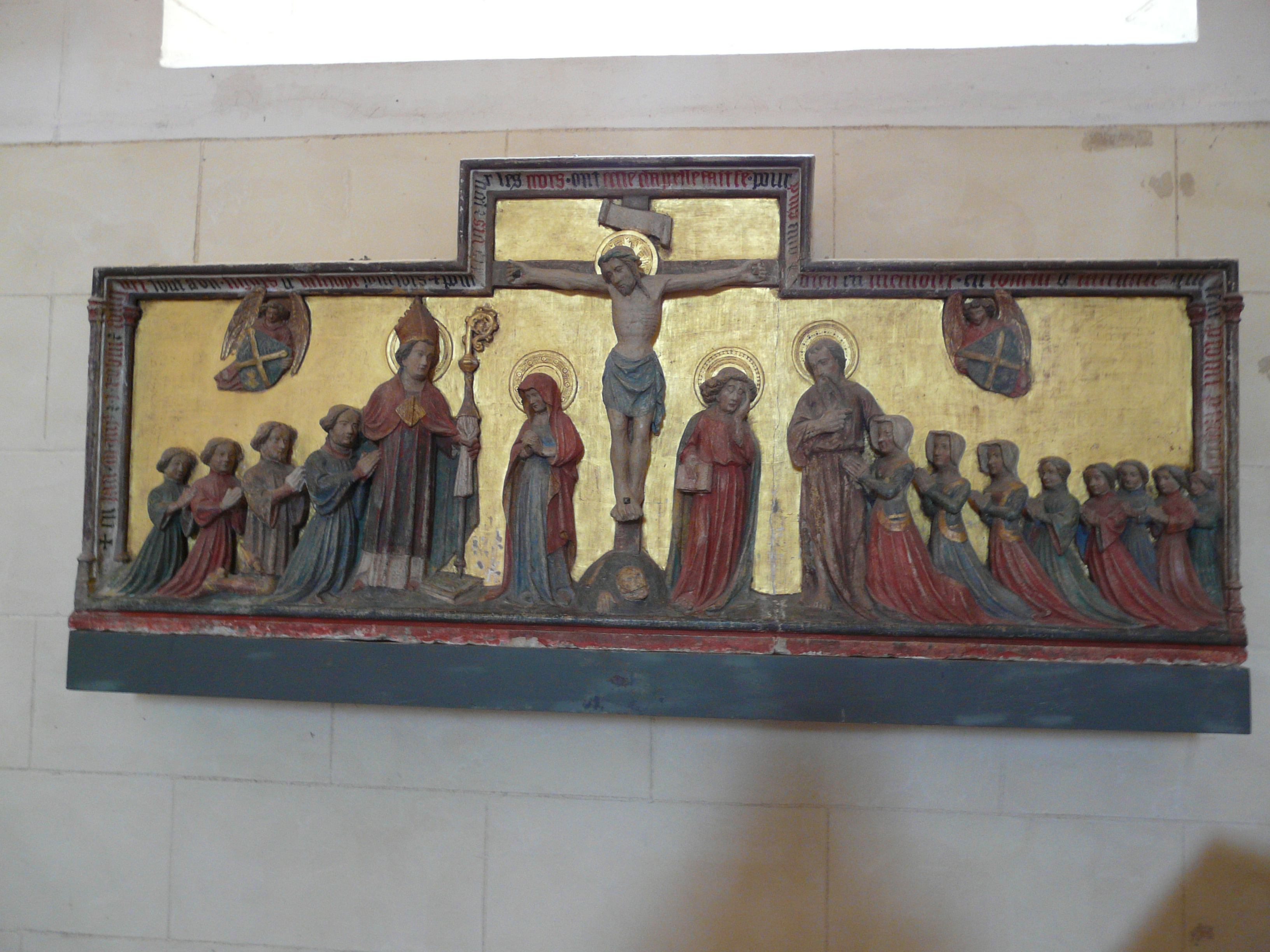
Retable de la crucifixion (1401) Saulges.
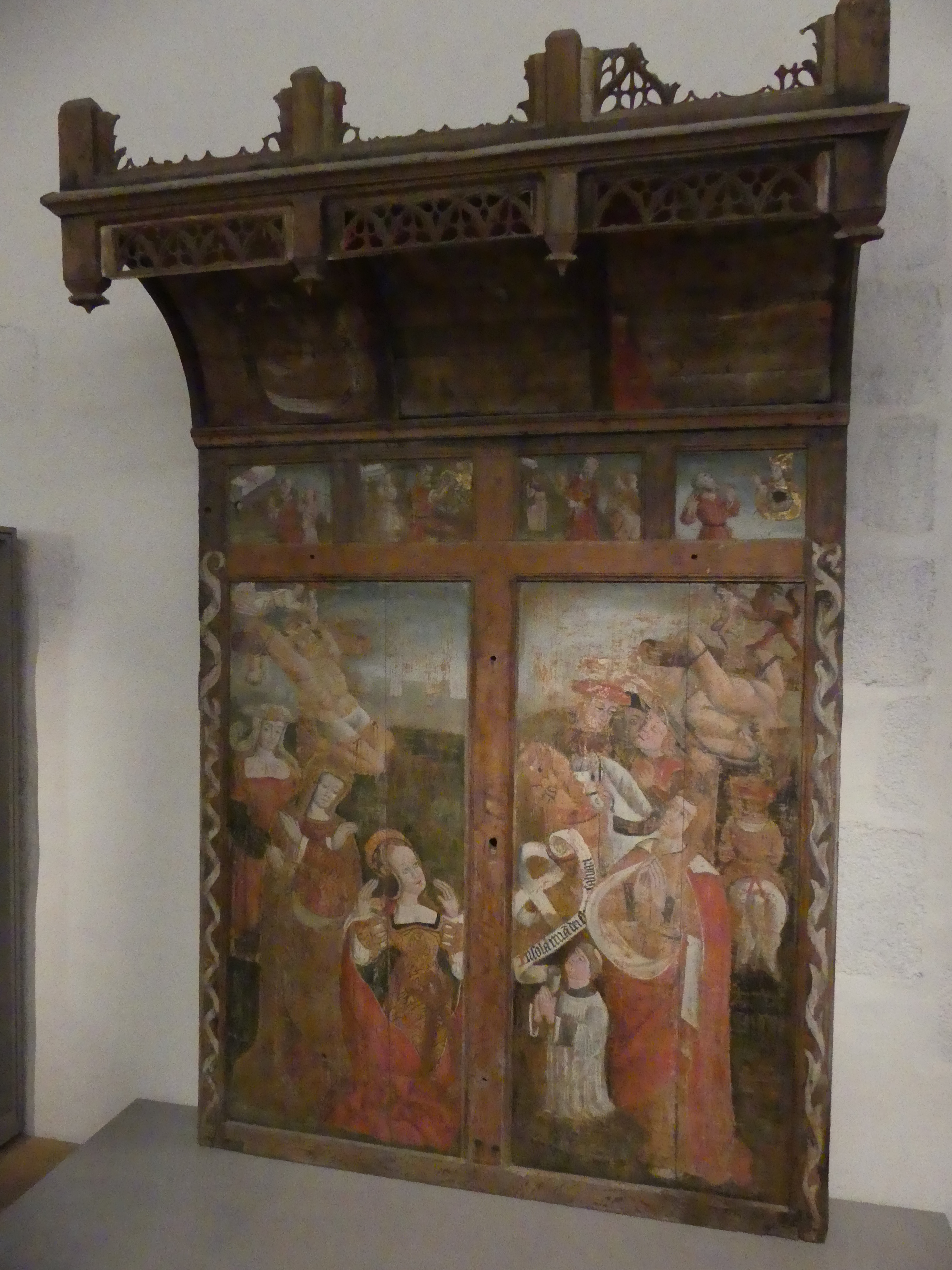
Retable à dais en bois Mayenne (musée).
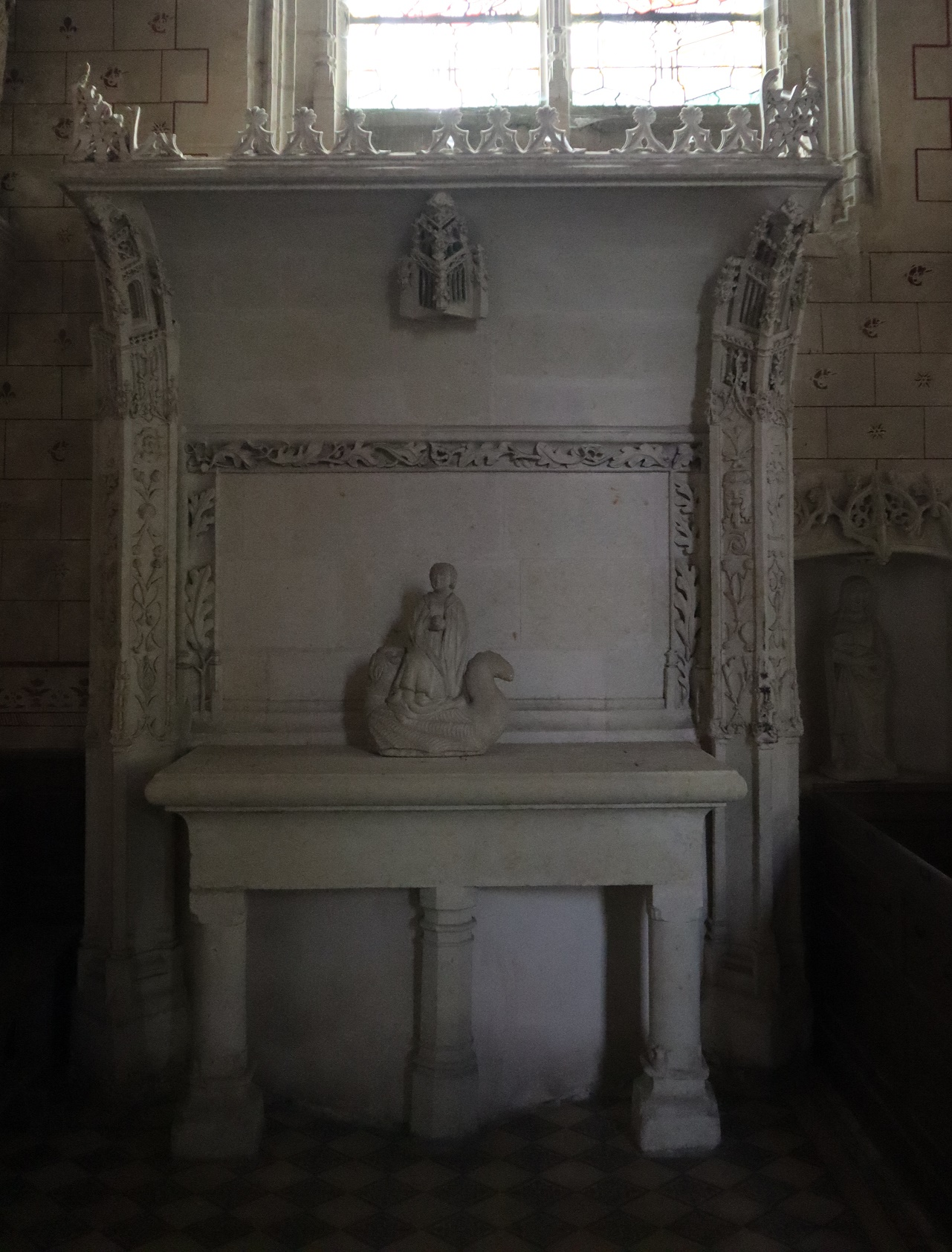
Retable à dais calcaire église Saint-Sixte.

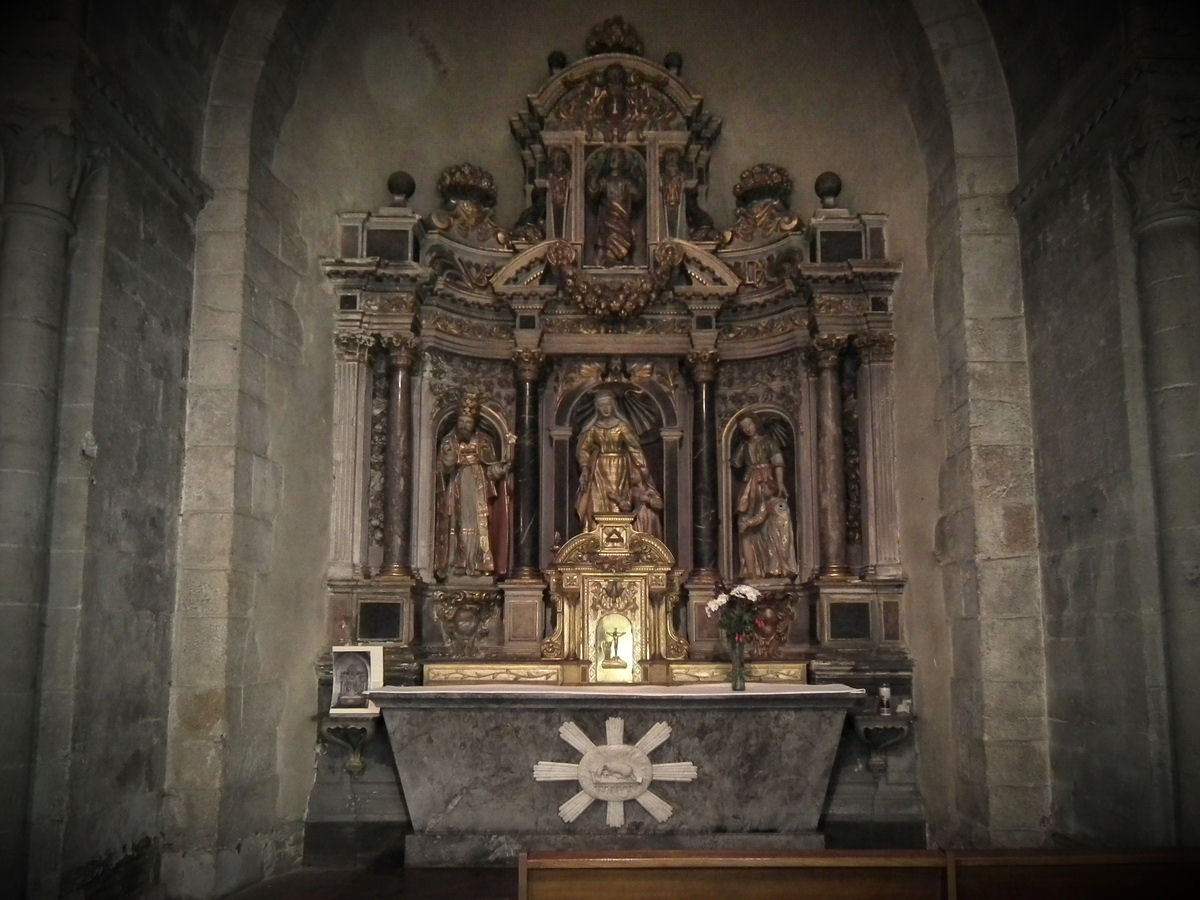
Retable de la basilique Notre-Dame d'Avesnières à Laval.

La Mayenne a connu une production intense de retables baroques au XVIIe siècle, à l'époque de l'école lavalloise. Beaucoup de ces retables sont encore visibles dans les églises du département, mais l'œuvre des artisans lavallois est aussi visible dans des régions voisines, notamment la Bretagne. L'école lavalloise a périclité à la fin du XVIIe siècle, cédant la place aux artistes angevins. Elle a néanmoins connu un bref renouveau au milieu du XIXe siècle ; 219 ensembles figurent dans la base palissy.
Les plus importants sont :
- trois retables dans l'église paroissiale d'Ampoigné ;
- huit retables dans l'église paroissiale d'Argentré ;
- trois retables dans l'église de Beaumont-Pied-de-Bœuf ;
- deux retables à Bonchamp-lès-Laval ;
- trois retables à Brécé ;
- cinq retables à Brée ;
- deux retables à Châtres-la-Forêt ;
- trois retables à La Chapelle-Rainsouin ;
- les retables de l'église des Cordeliers de Laval ;
- les retables de la cathédrale de la Sainte-Trinité de Laval ;
- trois retables à Livet ;
- trois retables à Montourtier ;
- deux retables à Saint-Christophe-du-Luat ;
- deux retables à Soulgé-sur-Ouette.

### Meurthe-et-Moselle

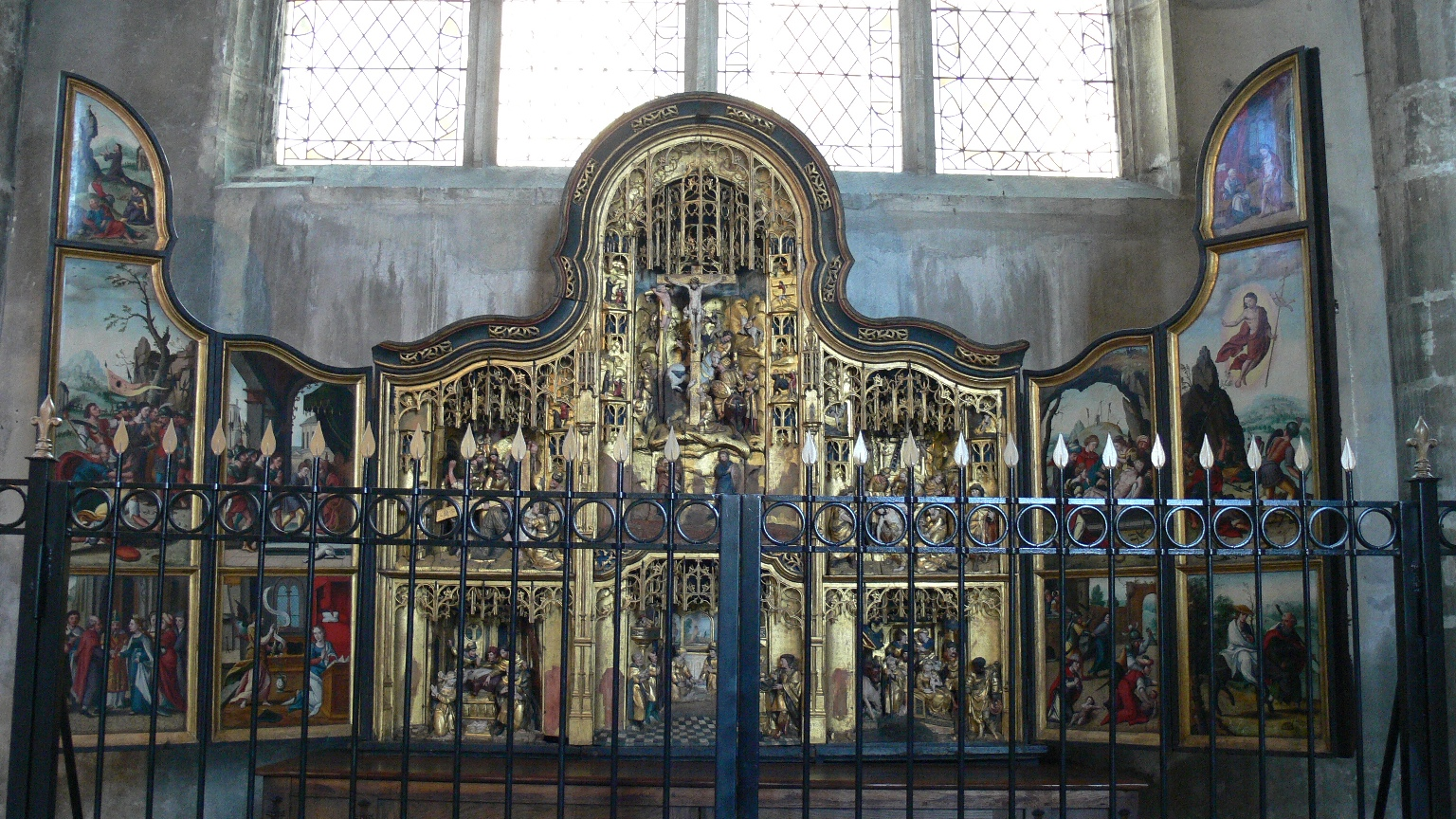
Retable de Philippe de Gueldre.

- Retable de Philippe de Gueldre (école flamande - XVIe siècle) église Saint-Laurent de Pont-à-Mousson.
- Retable de la chapelle Saint-Fiacre de Rigny-Saint-Martin, conservé en l'église des Cordeliers de Nancy (XVIe siècle).

### Meuse
- Retable du Calvaire à Marville (XVIe siècle)
- Retable de la chapelle Saint-Hilaire à Marville (XVe et XVIIe siècles)
- Retable de la nativité de Milly-sur-Bradon (XVIIe siècle)
- Retable de Mognéville (gothique lorrain - XVIe siècle)
- Retable de Mont-devant-Sassey (XIIIe siècle)
- Retable de la Cène à Sepvigny (XVIe siècle)

### Moselle
- Retable de la crucifixion à Vry (XIVe siècle)

### Nord
- Arques-la-Bataille, église Notre-Dame-de-l'Assomption
- Arnèke, église Saint-Martin
- Bambecque, église Saint-Omer
- Bollezeele, église Saint-Wandrille
- Borre, église Saint-Jean-Baptiste.
- Cassel, collégiale Notre-Dame de la Crypte
- Crochte, église Saint-Georges
- Hazebrouck, église Saint-Éloi d'Hazebrouck
- Hazebrouck, collège Saint-Jacques
- Herzeele, église Notre-Dame-de-l'Assomption
- Hondschoote, église Saint-Vaast
- Houtkerque, église Saint-Antoine
- Killem, église Saint-Michel
- Pitgam, église Saint-Folquin
- Quaëdypre, église Saint-Omer
- Rexpoëde, église Saint-Omer
- Rubrouck, église Saint-Sylvestre
- Steenbecque, église Saint-Pierre
- Terdeghem, église Saint-Martin
- Volckerinckhove, église Saint-Folquin
- Warhem, église Notre-Dame-de-l'Assomption
- Wemaers-Cappel, église Saint-Martin
- West-Cappel, église Saint-Martin
- Wormhout, église saint Martin

### Pyrénées Orientales
Les Pyrénées catalanes sont riches en retables, pour la plupart encore en place. ils se répartissent en quatre périodes : romane, gothique, renaissance et, en profusion, baroque.
- Marquixanes, église Sainte-Eulalie et ses neufs retables baroques classés[27].
- Prades, église Sainte-Pierre, les retables des chapelles latérales dont sept sont classés et le retable monumental du maître catalan Joseph Sunyer, le plus grand de France en style baroque, construit de 1696 à 1699[28].

### Haut-Rhin

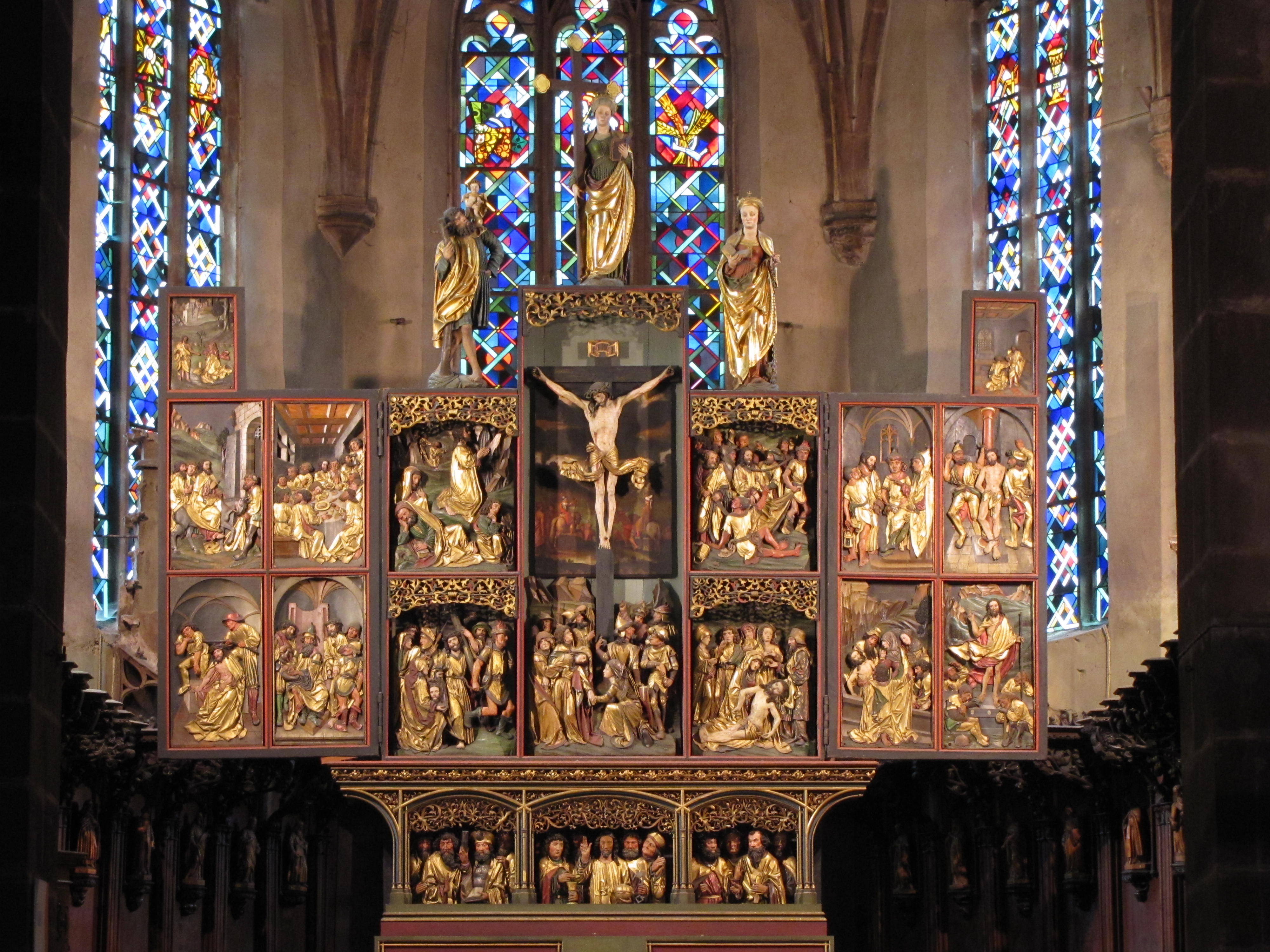
Retable de l'église de Kaysersberg.

- Retable d'Issenheim, au musée Unterlinden à Colmar, polyptyque par Matthias Grünewald (XVIe siècle)
- Retable de Stauffenberg, au musée Unterlinden à Colmar, triptyque Le Maitre du retable de Stauffenberg (XVe siècle)
- Retable de Buhl, à l'église Saint-Jean-Baptiste de Buhl, triptyque par l'école de Martin Schongauer (XVe siècle)
- Retable de l'église de l'Invention-de-la-Sainte-Croix de Kaysersberg, triptyque par Hans Bongart (XVIe siècle)
- Retable des Dominicains, au musée Unterlinden à Colmar, triptyque par Martin Schongauer (XVe siècle)
- Retable dit d'Orlier, au musée Unterlinden à Colmar, triptyque par Martin Schongauer (XVe siècle)
- Retable de l'église Saint-Arbogast de Rouffach, triptyque par les ateliers Weyh de Colmar (XIXe siècle)
- Retable de l'église de Wattwiller, triptyque par Théophile Klem (XXe siècle)
- Retable de l'église Saint-Martin d'Ammerschwihr, triptyque par Valentin Jaeg (XXe siècle)
- Retable de la chapelle Notre-Dame du Schauenberg à Pfaffenheim, triptyque par Joseph Saur (XXe siècle)

### Vosges
- Retable de l'adoration des mages à Autreville (Vosges) (XVIIIe siècle)
- Retable de la chapelle du Calvaire à Rambervillers (XVIIe siècle)
- Retable des douze apôtres de l'église de Parey à Saint-Ouen-lès-Parey (XVe siècle)

### Yvelines
- Retable de Carrières-sur-Seine (XIIe siècle)

## Retables de Flandres, du  Brabant et du Hainaut
Au cours de la seconde moitié du XVe siècle, le retable évolue vers une forme de décor d'autel de plus en plus demandée et commanditée, ce qui incite la collaboration entre maîtres de centre de production différents. La difficulté d'attribuer un retable à un auteur spécifique explique le regroupement des œuvres sur la base de critères stylistiques (ateliers malinois, bruxellois, anversois) Le Hainaut développera des retables en pierre comme on peut en découvrir à Nivelles, Mons.
La ville anversoise développera des retables presque standardisés de par ses facilités d'exportation. À Malines ils seront inspirés par la thématique de la vierge Marie.
Bruxelles aura cette singularité des retables uniques et si particuliers comme le retable de Saluce que l'on peut découvrir à la maison du Roi et qui démontre le savoir faire de la sculpture brabançonne. Les retables brabançons, qu'ils soient anversois, malinois ou bruxellois se retrouvent dans bon nombre d'églises du Royaume de Belgique (Ham-sur-Heure  en possède un remarquable).
Les retables flamands des XVe et XvIe siècles se caractérisent par leur réalisme. On passe en effet d'un art médiéval fortement basé sur des symboles stéréotypés à « une représentation marquée par un souci de restitution « réaliste » des divers éléments de la composition : espace, personnages, décors et sentiments. » Outre un grand soin dans la restitution de l'espace urbain et intérieur, « ce nouveau réalisme s’accompagne également dans les retables flamands d’un réalisme psychologique qui s’attache par l’expression des gestes, des visages et des mains notamment, à rendre l’atmosphère psychologique des événements évoqués. Certains groupes sculptés constituent à cet égard de véritables catalogues de réactions psychologiques. »

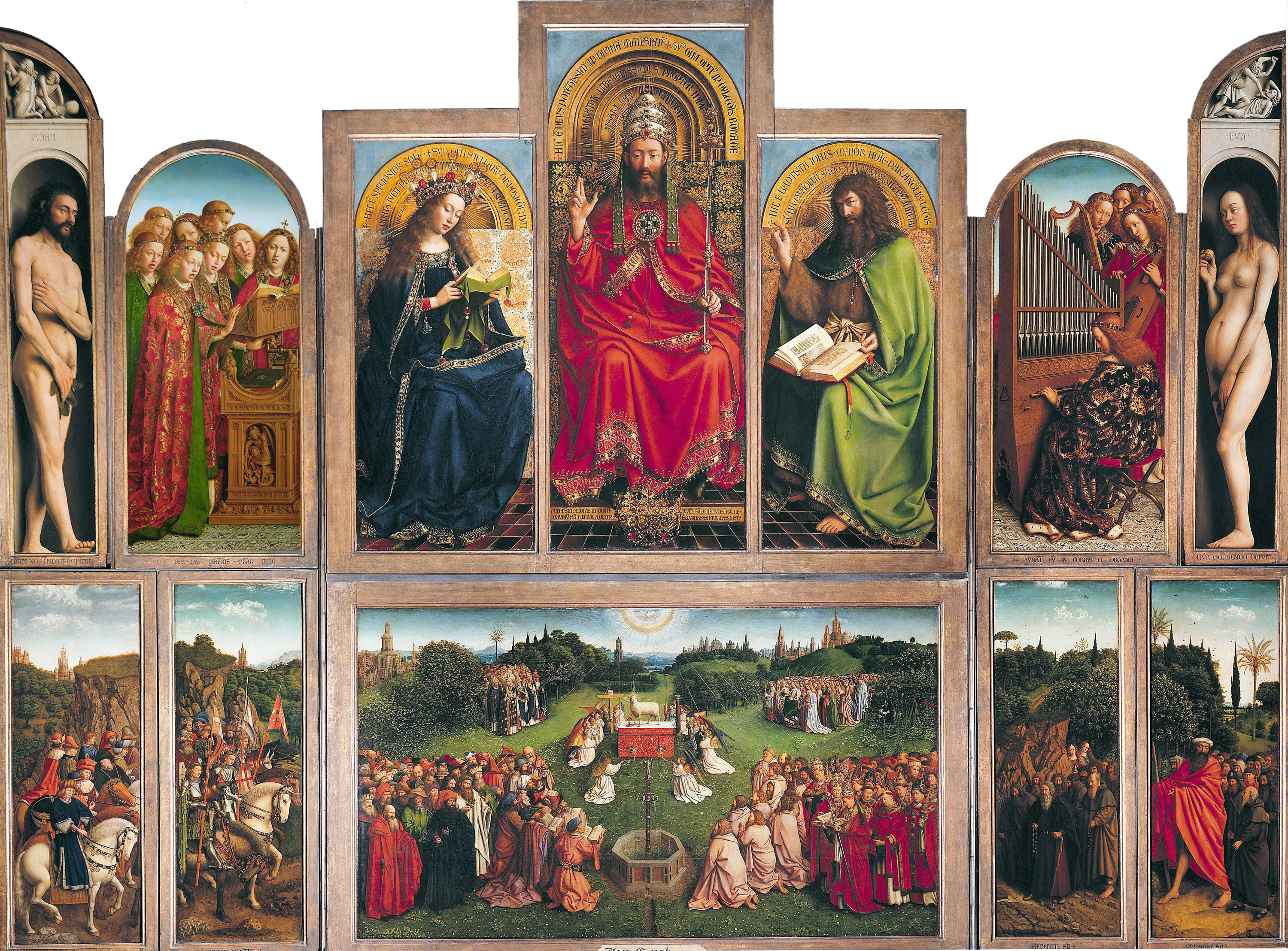
Retable de l'Agneau mystique par Hubert et Jan van Eyck (1430).
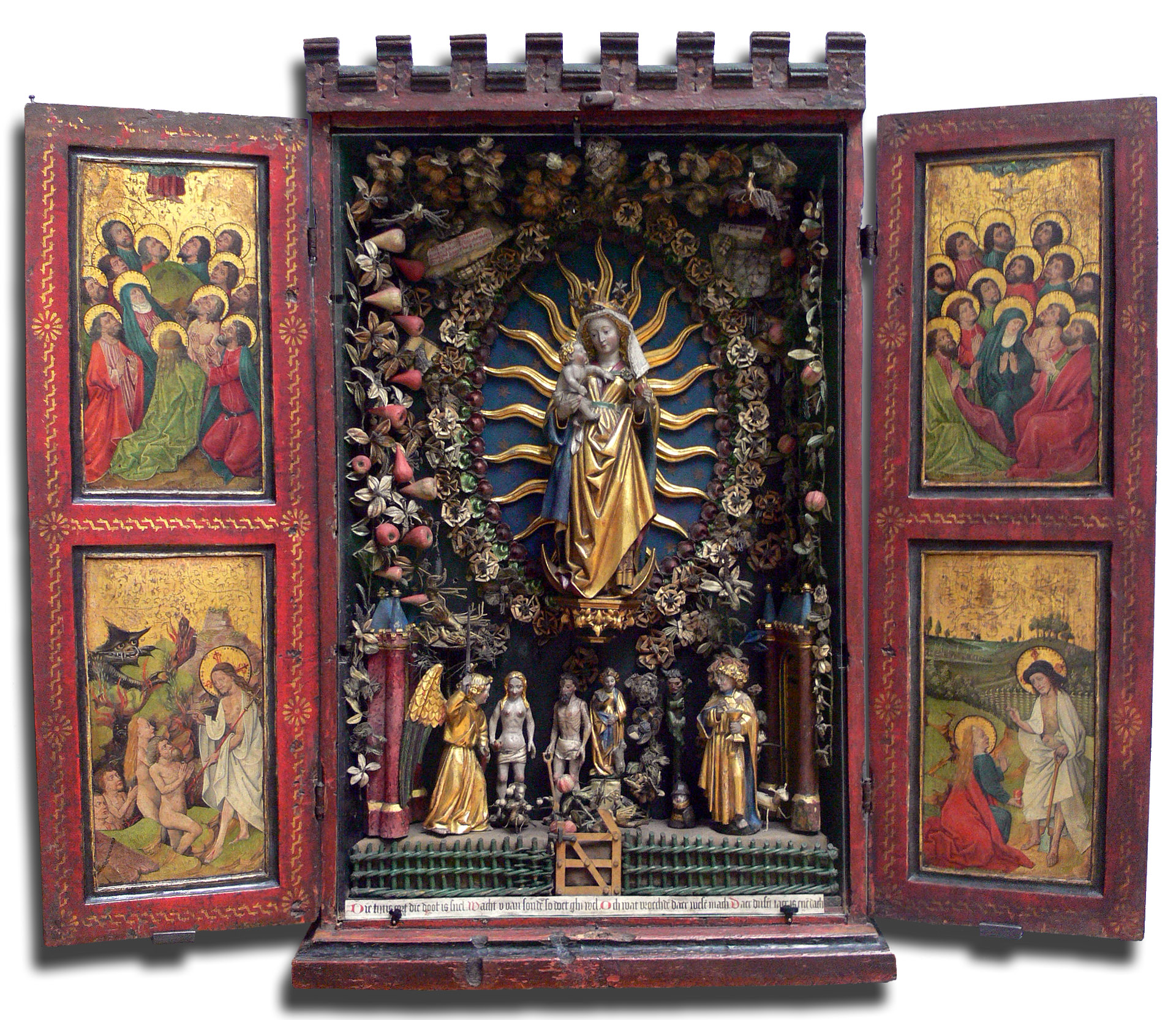
Retable flamand du Brabant (XVIe siècle).
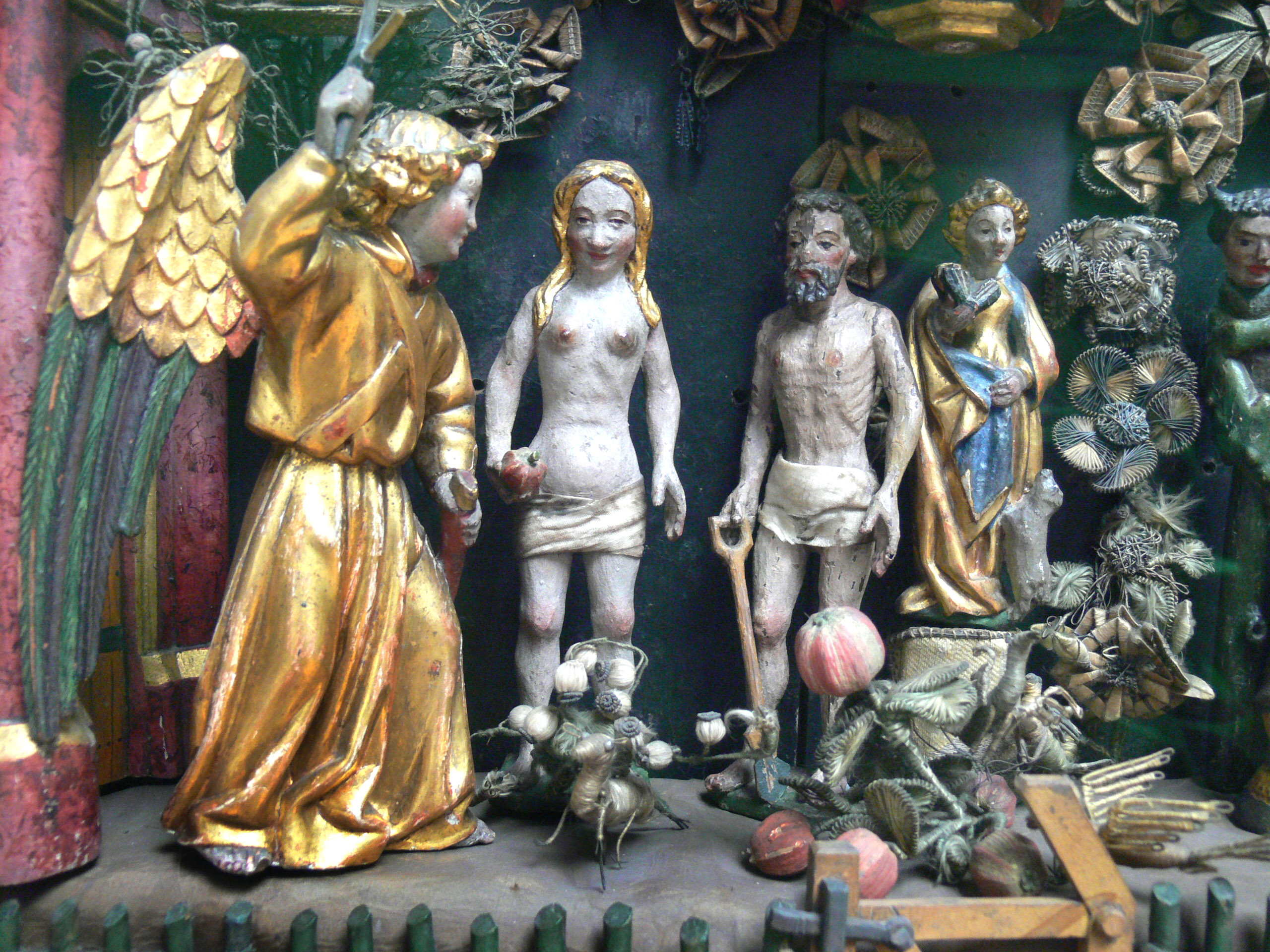
Détail du retable flamand de Brabant, avec éléments de 1/2 ronde bosse et de ronde bosse, orné de fleurs et fruits de tissus et fils.
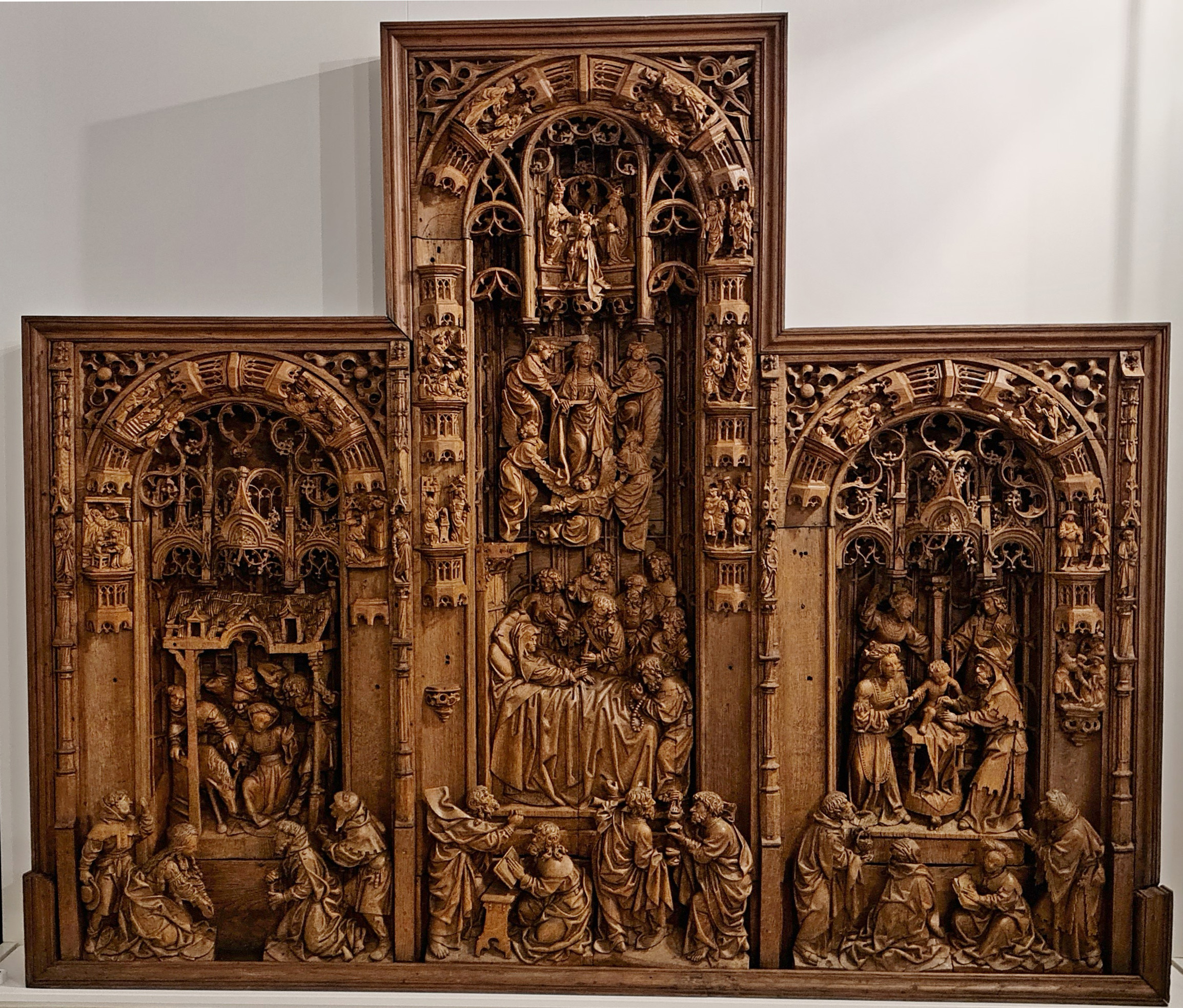
Retable de la Vierge à Boussu. Attribué à Pasquier Borman. 1515-1520.

## Retables en Italie

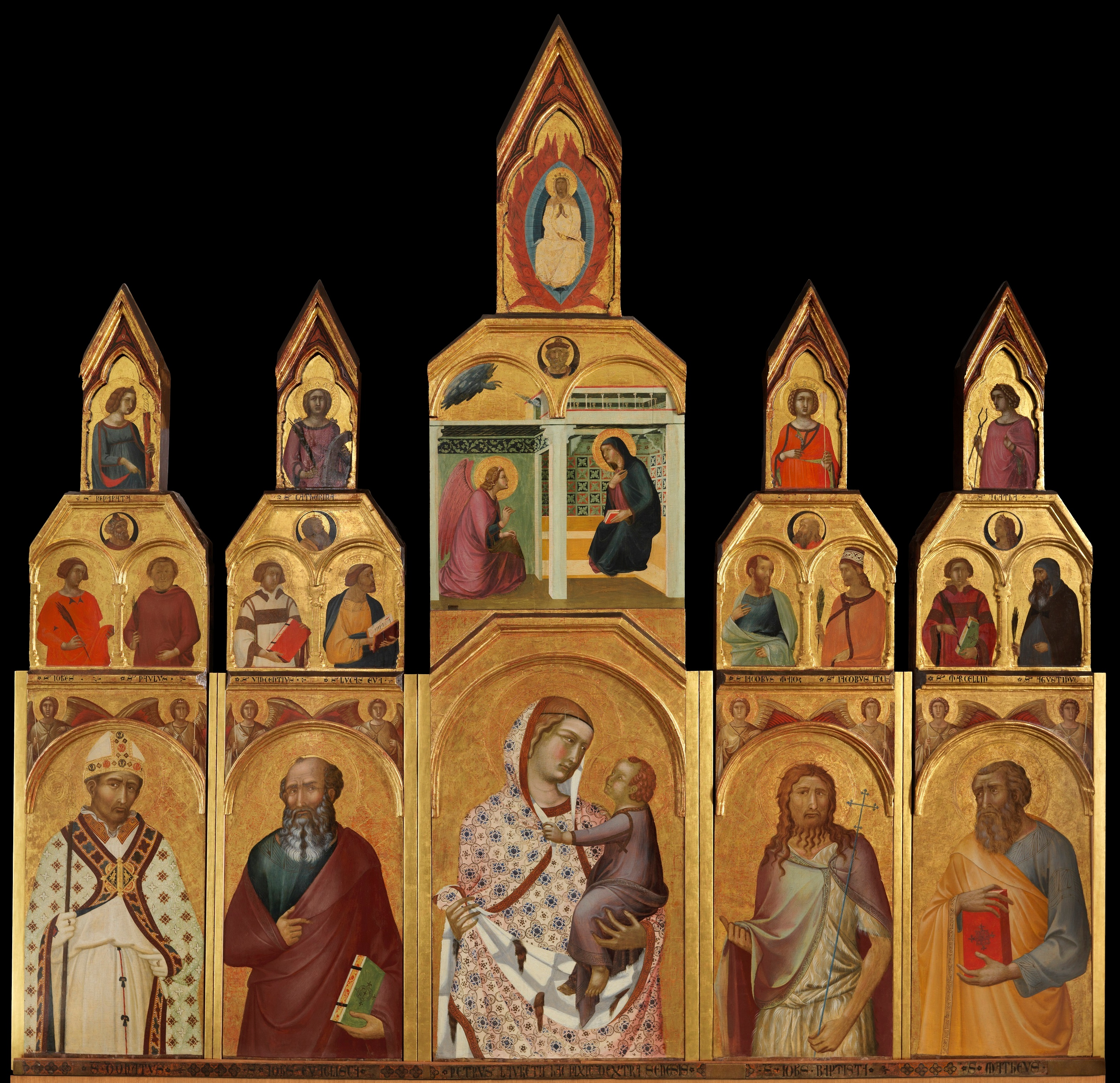
Pietro Lorenzetti, Polyptyque de Pieve di santa Maria à Arezzo.

Le retable connait un développement exceptionnel en Italie au XIVe siècle et au XVe siècle. Outre l'autel principal de l'église, chaque chapelle peut recevoir son retable et chaque église peut ainsi accumuler les œuvres dévotes. Ce goût est confirmé par le goût des « pseudo-retables » peints à fresque en trompe-l'œil, comme celui de Benozzo Gozzoli dans la chapelle de Saint-Jérôme à l'église Saint-François de Montefalco par exemple, ou la fameuse Trinité de Masaccio à Santa Maria Novella de Florence.
Le peintre ou le commanditaire multiplient le nombre des panneaux et accroissent ainsi la taille de l'œuvre : le polyptyque peut être un simple triptyque, mais il peut avoir aussi cinq panneaux, sur un ou deux niveaux. Les montants du cadre se couvrent aussi d'images. À Santa Maria della Pieve d'Arezzo, Pietro Lorenzetti réalise en 1320 un ensemble de vingt-trois panneaux sur fond d'or, et le cas n'est pas exceptionnel. La Maestà de Duccio comporte sur sa face antérieure, 37 panneaux et 52 sur la face postérieure. La prolifération des panneaux est suscitée dans les polyptyques peu narratifs par la dévotion des fidèles qui accumulent les saints susceptibles d'intercession ou dignes d'une glorification particulière.

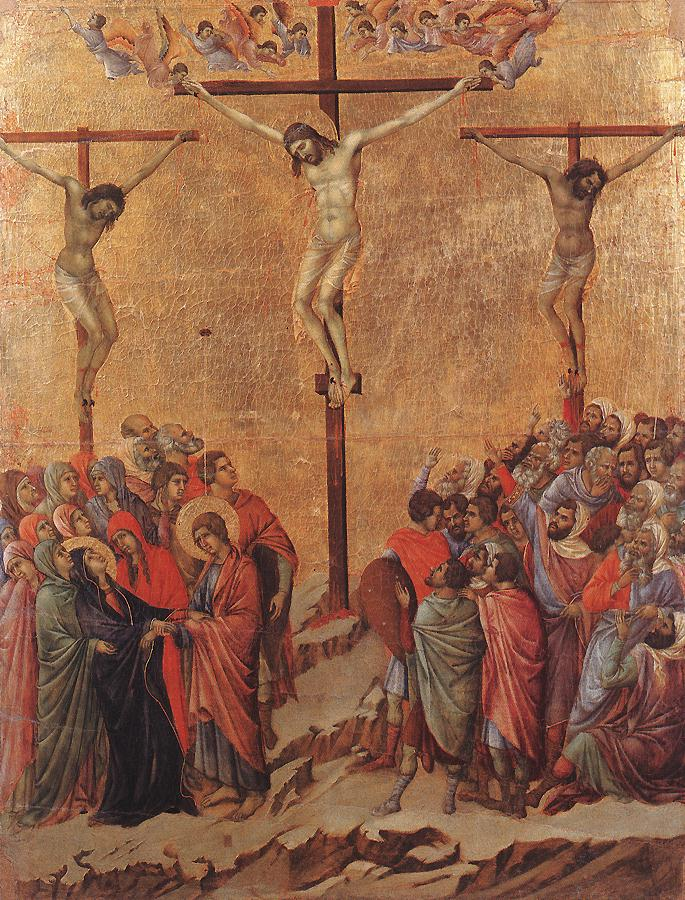
Duccio, Maestà, Panneau central du verso : La Crucifixion.

Au XVe siècle, le polyptyque se transforme en pala, c'est-à-dire en panneau unique de grandes dimensions. Les peintres italiens font alors un effort particulier pour réunir dans un même « espace » les personnages qui étaient juxtaposés dans les panneaux du polyptyque. Ils recherchent une meilleure définition des rapports entre le personnage peint et le lieu qu'il est supposé occuper. Dans le polyptyque, traditionnellement, la figure occupe le plus pleinement possible l'espace de son panneau ; l'or détermine, sur le fond, une limite immatérielle, et l'encadrement sculpté pose, vers la spatialité profane du spectateur, une limite analogue. Le XIVe et le XVe siècle visent à définir plus précisément la façon dont la figure occupe l'espace qui est supposé se développer au delà d'un cadre de plus en plus conçu comme « encadrement » d'une fenêtre ouverte : le personnage s'installe dans un espace tridimensionnel. L'architecture peinte prend une importance grandissante : elle sert à situer, à l'intérieur même de l'image, la figure dans un espace doué d'une profondeur clairement construite. Des scènes narratives, Nativités, Adorations, Martyres, sont introduites dans le panneau principal auparavant occupé par un saint monumental. L'espace occupé par les personnages s'ouvre à la présence plus vivante, éventuellement active, d'une figure : l'expression du visage, la gestuelle des corps instaurent le mouvement. Les thèmes traditionnels sont traités d'une façon de plus en plus animée : la Madone entourée de saints demeure l'iconographie la plus courante, mais les saints se réunissent autour de la Vierge dans un espace unifié, à la tridimensionnalité de plus en plus affirmée. La « Sainte Conversation » est mise au point au début du Quattrocento. Très vite, les personnages nouent entre aux des relations presque anecdotiques ; cette évolution signe « l'humanisation narrative de la figuration sacrée ».
Le Retable composé de neuf panneaux que Stefano Sparano, peintre napolitain, a réalisé vers 1508-1509, est conservé au Musée de Picardie d'Amiens.

## Dans la culture contemporaine
En 1992, en confrontant La Cène d'Emmaüs, le Portrait d'Innocent X de Vélasquez et Le Cardinal Fernando Niño de Guevara de Le Greco à la réalité quotidienne de l'Amérique Latine dans son triptyque Dar al Cesar (Vélasquez, Le Greco, Goya) qui par de nombreux aspects est identifiable à un retable, le peintre péruvien Herman Braun-Vega détourne l'usage traditionnel du retable pour en faire une critique politique de l'Église au sujet de son attitude face à la théologie de la libération des religieux sud-américains Leonardo Boff et Gustavo Gutiérrez Merino.
En 2017, Mon père, film péruvien d'Álvaro Delgado-Aparicio, dont le titre original est Retablo, raconte l'histoire d'un adolescent qui apprend auprès de son père le métier d'artisanat très populaire au Pérou, l'art du retable.